# Liste der Lieder der Rolling Stones

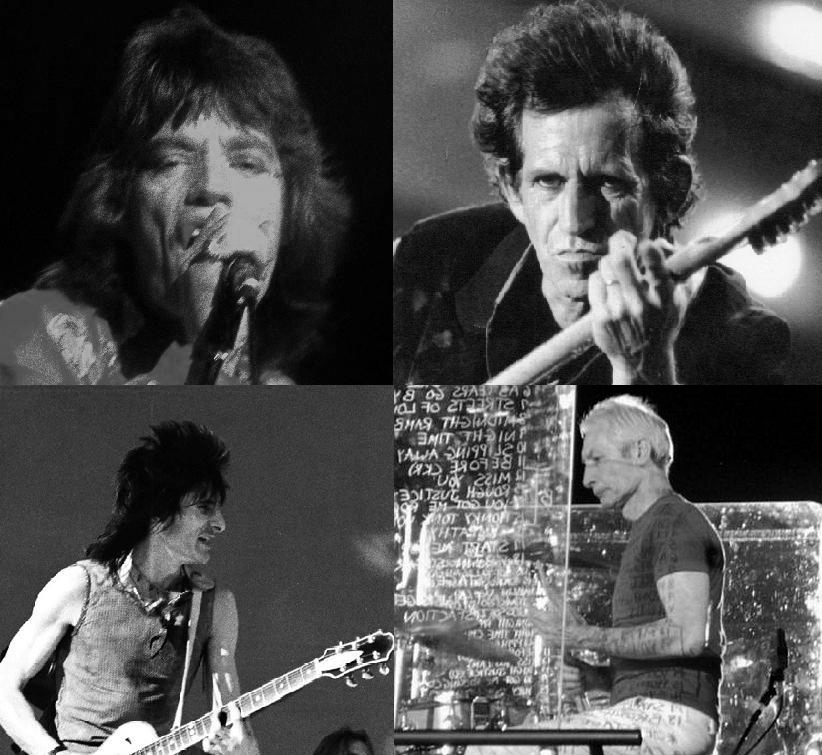
The Rolling Stones in ihrer Besetzung bis August 2021 (oben: Mick Jagger, Keith Richards, unten: Ron Wood, Charlie Watts)

Die Liste der Lieder der Rolling Stones ist eine Übersicht der Lieder der 1962 gegründeten englischen Rockband The Rolling Stones. Die Band zählt zu den langlebigsten und kommerziell erfolgreichsten Gruppen in der Rockgeschichte. 1989 wurden sie in die Rock and Roll Hall of Fame aufgenommen. Die Musikzeitschrift Rolling Stone listete sie auf Rang vier der 100 größten Musiker aller Zeiten. Mit Nummer-eins-Hits in den Jahren 1968 und 2020 sind sie in Deutschland die ältesten Spitzenreiter aller Zeiten.

## Hintergrund
Die Rolling Stones, die am 12. Juli 1962 erstmals unter dem Namen The Rollin’ Stones in der Besetzung Mick Jagger (Gesang), Brian Jones (Gitarre), Keith Richards (Gitarre), Dick Taylor (Bass), Ian Stewart (Piano) und – vermutlich – Tony Chapman (Schlagzeug) im Marquee Club in der Londoner Oxford Street auftraten und hier vor etwa 100 Zuschauern fünf Coversongs vortrugen, haben in ihrer mehr als 60-jährigen Bandgeschichte und Karriere bisher über 20 Studioalben, über 25 Livealben, über 30 Kompilationen, über 40 Videoalben, 10 Boxsets und über 100 Singles und EPs veröffentlicht. Insgesamt haben sie – geschätzt – mehr als 200 Millionen Tonträger verkauft, davon alleine in ihrer Heimat über 13,1 Millionen. Sie zählen damit zu den Interpreten mit den meisten verkauften Tonträgern weltweit.
Die Rolling Stones, deren aktuelle Bandbesetzung aus Mick Jagger, Keith Richards und Ron Wood (seit 1975) besteht, haben seit der Bandgründung mehr als fünfhundert Rock- und Bluesrock-Songs aufgenommen und interpretiert, wobei mehr als dreihundert Songs von dem Songwriter-Duo Mick Jagger und Keith Richards stammen. Im Repertoire der Band finden sich aber auch viele Coversongs, etwa von B.B. King, Bo Diddley, Bob Dylan, Chuck Berry, Eddie Cochran, Hank Williams, Jimmy Reed, Little Walter, Muddy Waters, Robert Johnson, Willie Dixon und vielen anderen.
Die 14 bekanntesten und erfolgreichsten Songs der Band sind laut der Zusammenstellung 500 Greatest Songs of All Time in der Musikzeitschrift Rolling Stone aus dem Jahr 2010:
- (I Can’t Get No) Satisfaction vom Album Out of Our Heads (Platz 2)
- Sympathy for the Devil vom Album Beggars Banquet (Platz 32)
- Gimme Shelter vom Album Let It Bleed (Platz 38)
- You Can’t Always Get What You Want vom Album Let It Bleed (Platz 101)
- Honky Tonk Women vom Album Through the Past, Darkly (Big Hits Vol. 2) (Platz 116)
- Jumpin’ Jack Flash vom Album Through the Past, Darkly (Big Hits Vol. 2) (Platz 125)
- Paint It Black vom Album Aftermath (Platz 176)
- Street Fighting Man vom Album Beggars Banquet (Platz 301)
- Ruby Tuesday vom Album Between the Buttons (Platz 310)
- Wild Horses vom Album Sticky Fingers (Platz 343)
- Tumbling Dice vom Album Exile on Main Street (Platz 433)
- Beast of Burden vom Album Some Girls (Platz 443)
- Brown Sugar vom Album Sticky Fingers (Platz 495)
- Miss You vom Album Some Girls (Platz 498)

Und im Jahr 2020 listet die Musikzeitschrift Rolling Stone in ihrer Leserumfrage „Die besten Songs der Rolling Stones“ die folgenden Lieder auf den ersten 14 Plätzen:
- Gimme Shelter vom Album Let It Bleed (Platz 1)
- Sympathy for the Devil vom Album Beggars Banquet (Platz 2)
- Paint It Black vom Album Aftermath (Platz 3)
- Jumpin’ Jack Flash vom Album Through the Past, Darkly (Big Hits Vol. 2) (Platz 4)
- Wild Horses vom Album Sticky Fingers (Platz 5)
- (I Can’t Get No) Satisfaction vom Album Out of Our Heads (Platz 6)
- You Can’t Always Get What You Want vom Album Let It Bleed (Platz 7)
- Honky Tonk Women vom Album Through the Past, Darkly (Big Hits Vol. 2) (Platz 8)
- Brown Sugar vom Album Sticky Fingers (Platz 9)
- Street Fighting Man vom Album Beggars Banquet (Platz 10)
- Sister Morphine vom Album Sticky Fingers (Platz 11)
- Midnight Rambler vom Album Let It Bleed (Platz 12)
- Angie vom Album Goats Head Soup (Platz 13)
- Tumbling Dice vom Album Exile on Main Street (Platz 14)

Die Band schreibt bis zum heutigen Tag neue Songs, produziert neue Alben und tourt durch die Welt.

Die Rolling Stones in London (2018)
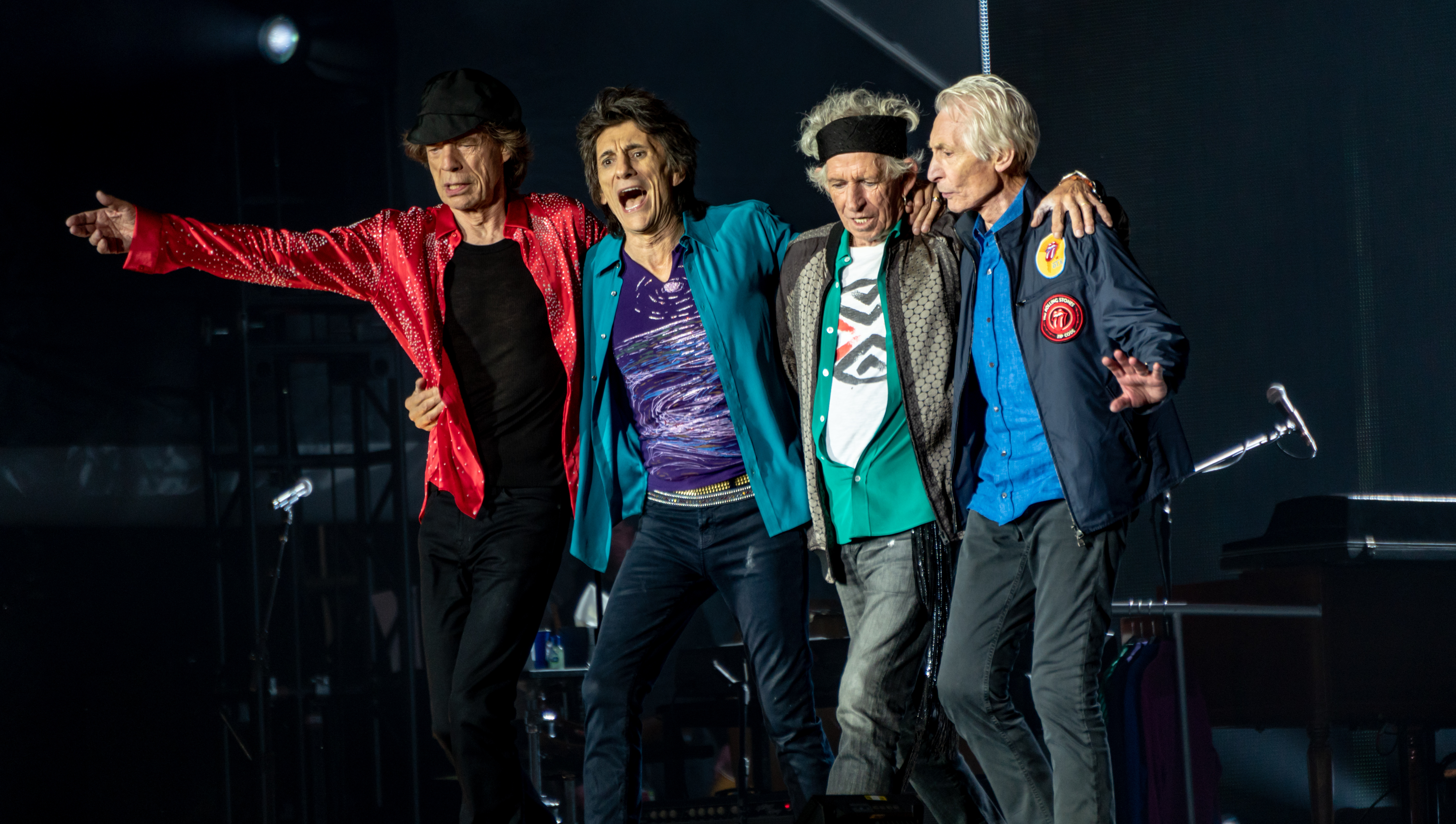
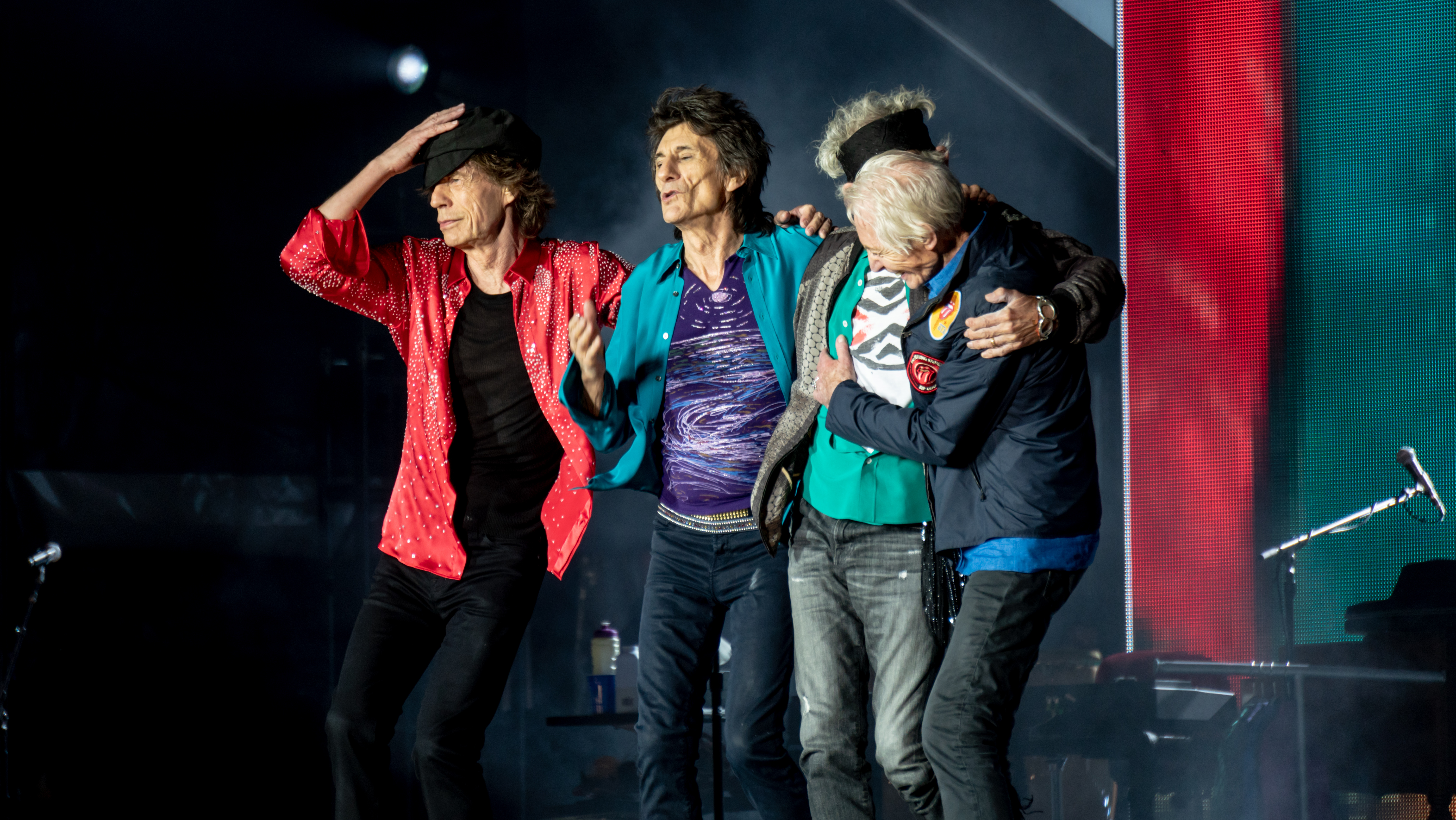
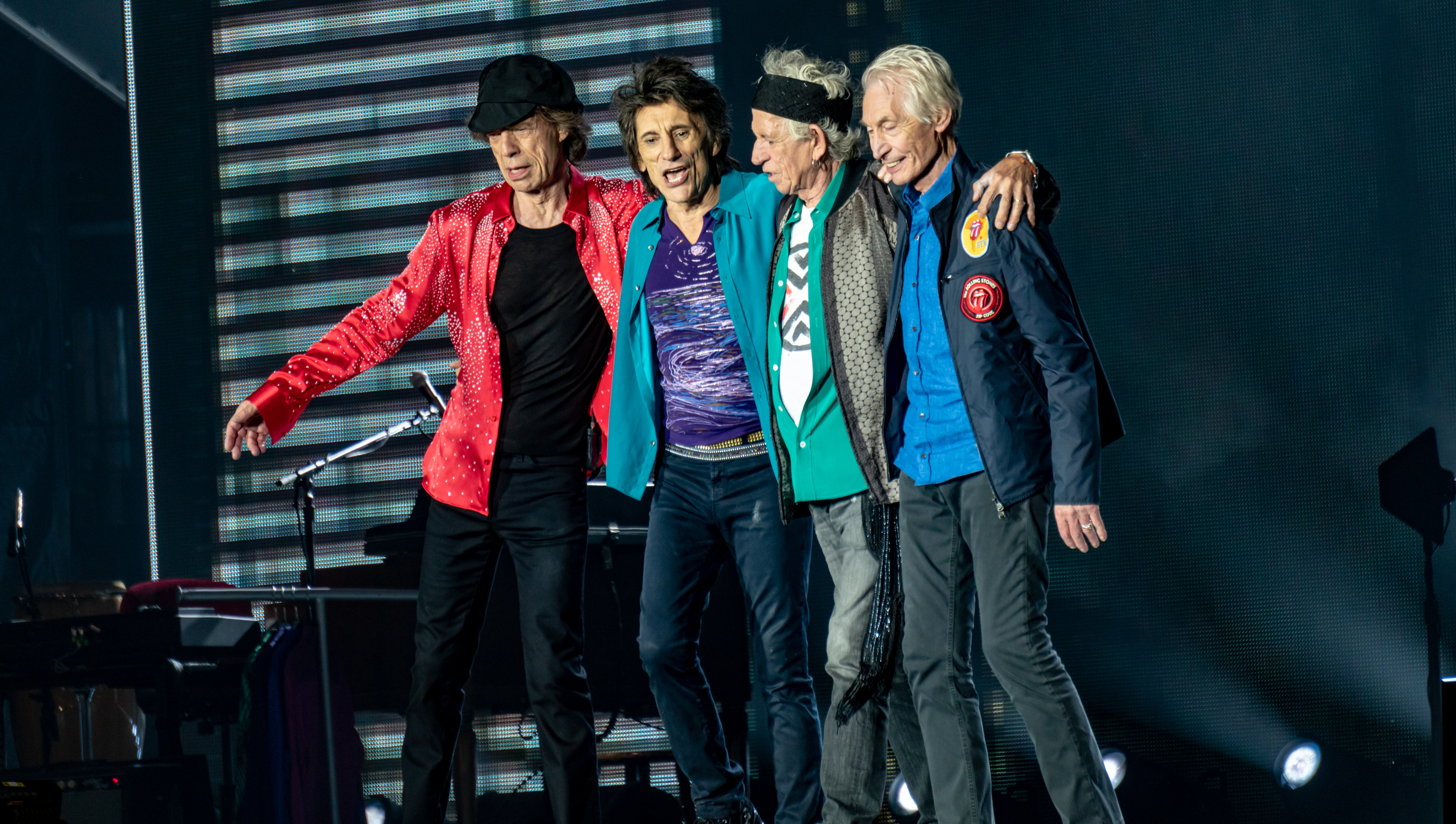

## Struktur der Übersicht
Die Übersicht listet
- selbst geschriebene Lieder der Rolling Stones (siehe Kategorie: eigener Song) und
- Coversongs der Rolling Stones (siehe Kategorie: Coversong),

die die Band aufgenommen und veröffentlicht hat. Einige Bootleg-Aufnahmen wurden ergänzt, sofern ausreichende Informationen zum Songwriter und Aufnahmejahr verfügbar waren. Es existieren darüber hinaus aber zahlreiche weitere Bootleg-Aufnahmen.
In Spalte „Veröffentlichungsjahr“ wird – soweit möglich – das Jahr der Erstveröffentlichung eines Liedes genannt, womit sich Unterschiede zum Veröffentlichungsjahr des Albums ergeben können.

## Übersicht der Lieder
| Liedtitel                                                | Liedanfang | Autoren                                                        | Album                                                                                   | Aufnahme-jahr | Veröffentlichungs-jahr | Kategorie    | Weitere Informationen                                                                       |
| -------------------------------------------------------- | --- | -------------------------------------------------------------- | --------------------------------------------------------------------------------------- | ------------- | ---------------------- | ------------ | ------------------------------------------------------------------------------------------- |
| (I Can’t Get No) Satisfaction                            | „I can’t get no satisfaction, I can’t get no satisfaction …“                                                     | Mick Jagger und Keith Richards                                 | Big Hits (High Tide and Green Grass) (UK) Out of Our Heads (US)                         | 1965          | 1965                   | eigener Song |                                                                                             |
| (Walkin’ Thru The) Sleepy City                           | „Walkin’thru’ the sleepy city …“                                                                                 | Mick Jagger und Keith Richards                                 | Metamorphosis                                                                           | 1964          | 1975                   | eigener Song |                                                                                             |
| 100 Years Ago                                            | „Went out walking through the woods the other day …“                                                             | Mick Jagger und Keith Richards                                 | Goats Head Soup                                                                         | 1972          | 1973                   | eigener Song |                                                                                             |
| 19th Nervous Breakdown                                   | „You’re the kind of person you meet at certain dismal, dull affairs …“                                           | Mick Jagger und Keith Richards                                 | Big Hits (High Tide and Green Grass)                                                    | 1965          | 1966                   | eigener Song |                                                                                             |
| 2000 Light Years from Home                               | „Sun turning ’round with graceful motion …“                                                                      | Mick Jagger und Keith Richards                                 | Their Satanic Majesties Request                                                         | 1967          | 1967                   | eigener Song |                                                                                             |
| 2000 Man                                                 | „Well, my name is a number, a piece of plastic film …“                                                           | Mick Jagger und Keith Richards                                 | Their Satanic Majesties Request                                                         | 1967          | 1967                   | eigener Song |                                                                                             |
| 2120 South Michigan Avenue                               | Instrumentalstück                                                                                                | Nanker Phelge                                                  | Five by Five (EP) (UK) 12x5 (US)                                                        | 1964          | 1964                   | eigener Song |                                                                                             |
| 32/20 Blues                                              | „If I send for my baby, and she don’t come …“                                                                    | Robert Johnson                                                 | Stones Touring Party                                                                    |               | 1991                   | Coversong    |                                                                                             |
| Act Together                                             | „Well it’s been a long time since I’ve seen you, …“                                                              | Mick Jagger und Keith Richards                                 | Bootleg-Aufnahme                                                                        | 1974          |                        | eigener Song |                                                                                             |
| Ain’t That Lovin’ You, Baby                              | „I could ride around the world in an old oxcart …“                                                               | Jimmy Reed                                                     | On Air                                                                                  | 1964          | 2017                   | Coversong    |                                                                                             |
| Ain’t Too Proud to Beg                                   | „I know you wanna leave me, but I refuse to let you go …“                                                        | Norman Whitfield und Eddie Holland                             | It’s Only Rock ’n Roll                                                                  | 1973          | 1974                   | Coversong    |                                                                                             |
| All About You                                            | „Well if you call this a life …“                                                                                 | Mick Jagger und Keith Richards                                 | Emotional Rescue                                                                        | 1978          | 1980                   | eigener Song |                                                                                             |
| All Down the Line                                        | „Yeah, heard the diesel drumming all down the line …“                                                            | Mick Jagger und Keith Richards                                 | Exile on Main St.                                                                       | 1972          | 1972                   | eigener Song |                                                                                             |
| All I Want Is My Baby                                    | „All I want is my baby woah woah, woah woah woah woah …“                                                         | Mick Jagger, Keith Richards und Andrew Loog Oldham             | Bootleg-Aufnahme                                                                        | 1964          |                        | eigener Song |                                                                                             |
| All of Your Love                                         | „All your love, baby can it be mine …“                                                                           | Magic Sam                                                      | Blue & Lonesome                                                                         | 2015          | 2016                   | Coversong    |                                                                                             |
| All Sold Out                                             | „Why put this sadness inside of me …“                                                                            | Mick Jagger und Keith Richards                                 | Between the Buttons                                                                     | 1966          | 1967                   | eigener Song |                                                                                             |
| All The Rage                                             | | Mick Jagger und Keith Richards                                 | Goats Head Soup [Deluxe Edition]                                                        |               | 1973                   | eigener Song |                                                                                             |
| All the Way Down                                         | „I was twenty one naive …“                                                                                       | Mick Jagger und Keith Richards                                 | Undercover                                                                              | 1982          | 1983                   | eigener Song |                                                                                             |
| Almost Hear You Sigh                                     | „I can almost hear you sigh …“                                                                                   | Mick Jagger, Keith Richards und Steve Jordan                   | Steel Wheels                                                                            | 1989          | 1989                   | eigener Song |                                                                                             |
| Already Over Me                                          | „As you poured out the drinks for me …“                                                                          | Mick Jagger und Keith Richards                                 | Bridges to Babylon                                                                      | 1997          | 1997                   | eigener Song |                                                                                             |
| Always Suffering                                         | „Let’s take a walk …“                                                                                            | Mick Jagger und Keith Richards                                 | Bridges to Babylon                                                                      | 1997          | 1997                   | eigener Song |                                                                                             |
| Andrew’s Blues (Song for Andrew)                         | „Yes now Andrew Oldham sittin’ on a hill with Jack and Jill (Jack and Jill) …“                                   | Nanker Phelge                                                  | Bootleg-Aufnahme                                                                        | 1964          |                        | eigener Song |                                                                                             |
| Angie                                                    | „Angie, Angie When will those clouds all disappear? …“                                                           | Mick Jagger und Keith Richards                                 | Goats Head Soup                                                                         | 1972          | 1973                   | eigener Song |                                                                                             |
| Angry                                                    | | Andrew Watt, Mick Jagger und Keith Richards                    | Hackney Diamonds                                                                        | 2023          | 2023                   | Eigener Song |                                                                                             |
| Anybody Seen My Baby?                                    | „She confessed her love to me …“                                                                                 | Mick Jagger, Keith Richards, k.d.lang und Ben Mink             | Forty Licks                                                                             |               | 2002                   | eigener Song |                                                                                             |
| Anyway You Look At It                                    | „Anyway You Look At It …“                                                                                        | Mick Jagger und Keith Richards                                 | Rarities 1971–2003                                                                      | 1997          | 1998                   | eigener Song |                                                                                             |
| Around and Around                                        | „I said the joint was rocking …“                                                                                 | Chuck Berry                                                    | Five by Five (EP) (UK) 12x5 (US)                                                        | 1964          | 1964                   | Coversong    |                                                                                             |
| As Tears Go By                                           | „It is the evening of the day …“                                                                                 | Mick Jagger, Keith Richards und Andrew Loog Oldham             | Big Hits (High Tide and Green Grass) (UK) December’s Children (And Everybody’s) (US)    | 1965          | 1965                   | eigener Song |                                                                                             |
| Baby Break It Down                                       | „Baby break it down …“                                                                                           | Mick Jagger und Keith Richards                                 | Voodoo Lounge                                                                           | 1994          | 1994                   | eigener Song |                                                                                             |
| Baby, What’s Wrong                                       | „Hey, hey, baby, honey what’s wrong with you? …“                                                                 | Jimmy Reed                                                     | Als Single veröffentlicht                                                               |               | 1963                   | Coversong    |                                                                                             |
| Back of My Hand                                          | „I hear a preacher …“                                                                                            | Mick Jagger und Keith Richards                                 | A Bigger Bang                                                                           | 2004          | 2005                   | eigener Song |                                                                                             |
| Back to Zero                                             | „Back to zero. So ya wanna blow us all to pieces, …“                                                             | Mick Jagger, Keith Richards und Chuck Leavell                  | Dirty Work                                                                              | 1985          | 1986                   | eigener Song |                                                                                             |
| Backstreet Girl                                          | „I don’t want you to be high …“                                                                                  | Mick Jagger und Keith Richards                                 | Between the Buttons (UK) Flowers (US)                                                   | 1966          | 1967                   | eigener Song |                                                                                             |
| Beast of Burden                                          | „I’ll never be your beast of burden …“                                                                           | Mick Jagger und Keith Richards                                 | Some Girls                                                                              | 1977          | 1978                   | eigener Song |                                                                                             |
| Beautiful Delilah                                        | „Beautiful Delilah, sweet as apple pie …“                                                                        | Chuck Berry                                                    | On Air                                                                                  | 1964          | 2017                   | Coversong    |                                                                                             |
| Before They Make Me Run                                  | „Worked the bars and sideshows along the twilight zone …“                                                        | Mick Jagger und Keith Richards                                 | Some Girls                                                                              | 1978          | 1978                   | eigener Song |                                                                                             |
| Biggest Mistake                                          | „When love comes so late …“                                                                                      | Mick Jagger und Keith Richards                                 | A Bigger Bang                                                                           | 2004          | 2005                   | eigener Song |                                                                                             |
| Bitch                                                    | „I’m feeling so tired, can’t understand it …“                                                                    | Mick Jagger und Keith Richards                                 | Sticky Fingers                                                                          | 1970          | 1971                   | eigener Song |                                                                                             |
| Bite My Head Off                                         | | Mick Jagger und Keith Richards                                 | Hackney Diamonds                                                                        | 2023          | 2023                   | Eigener Song |                                                                                             |
| Black Limousine                                          | „We used to ride, baby, Ride around in limousines …“                                                             | Mick Jagger, Keith Richards und Ron Wood                       | Tattoo You                                                                              | 1980          | 1981                   | eigener Song |                                                                                             |
| Blinded by Love                                          | „The queen of the Nile …“                                                                                        | Mick Jagger und Keith Richards                                 | Steel Wheels                                                                            | 1989          | 1989                   | eigener Song |                                                                                             |
| Blinded by Rainbows                                      | „Did you ever feel the pain …“                                                                                   | Mick Jagger und Keith Richards                                 | Voodoo Lounge                                                                           | 1994          | 1994                   | eigener Song |                                                                                             |
| Blood Red Wine                                           | „Mmm...dear, I love you dearly, but don’t forget trouble I, …“                                                   | Mick Jagger und Keith Richards                                 | Bootleg-Aufnahme                                                                        | 1968          |                        | eigener Song |                                                                                             |
| Blue and Lonesome                                        | „I’m blue and lonesome as a man can be …“                                                                        | Memphis Slim                                                   | Blue & Lonesome                                                                         | 2015          | 2016                   | Coversong    |                                                                                             |
| Blue Turns to Grey                                       | „So now that she is gone …“                                                                                      | Mick Jagger und Keith Richards                                 | Stone Age (UK) December’s Children (And Everybody’s) (US)                               | 1965          | 1965                   | eigener Song |                                                                                             |
| Boggie Chillun                                           | „Well, hey hey When I first came to town, people …“                                                              | John Lee Hooker und Bernard Besman                             | Bootleg-Aufnahme                                                                        |               | 1989                   | Coversong    |                                                                                             |
| Brand New Car                                            | „I got a brand new car …“                                                                                        | Mick Jagger und Keith Richards                                 | Voodoo Lounge                                                                           | 1994          | 1994                   | eigener Song |                                                                                             |
| Break the Spell                                          | „In the winter when the cold comes …“                                                                            | Mick Jagger und Keith Richards                                 | Steel Wheels                                                                            | 1989          | 1989                   | eigener Song |                                                                                             |
| Brian’s Blues                                            | |                                                                | Brian Jones Memorial Album                                                              |               | 1982                   | eigener Song |                                                                                             |
| Bright Lights, Big City                                  | „Bright lights, big city …“                                                                                      | Jimmy Reed                                                     | Grrr!                                                                                   | 1963          | 2012                   | Coversong    |                                                                                             |
| Brown Sugar                                              | „Gold Coast slaveship bound for cotton fields …“                                                                 | Mick Jagger und Keith Richards                                 | Sticky Fingers                                                                          | 1969          | 1971                   | eigener Song |                                                                                             |
| Bye Bye Johnny                                           | „Well she drew out all her money out from southern trust …“                                                      | Chuck Berry                                                    | The Rolling Stones (EP) (UK) More Hot Rocks (Big Hits & Fazed Cookies)(US)              | 1963          | 1964                   | Coversong    |                                                                                             |
| Can I Get a Witness                                      | „Ah ah listen to everybody (body) …“                                                                             | Holland–Dozier–Holland                                         | The Rolling Stones (UK) England’s Newest Hit Makers (US)                                | 1964          | 1964                   | Coversong    |                                                                                             |
| Can You Hear the Music                                   | „Can you hear the music, can you hear the music? …“                                                              | Mick Jagger und Keith Richards                                 | Goats Head Soup                                                                         | 1973          | 1973                   | eigener Song |                                                                                             |
| Can’t Be Seen                                            | „I just can’t be seen with you …“                                                                                | Mick Jagger und Keith Richards                                 | Steel Wheels                                                                            | 1989          | 1989                   | eigener Song |                                                                                             |
| Can’t You Hear Me Knocking                               | „Yeah, you got satin shoes …“                                                                                    | Mick Jagger und Keith Richards                                 | Sticky Fingers                                                                          | 1970          | 1971                   | eigener Song |                                                                                             |
| Carol                                                    | „Oh Carol don’t let him steal your heart away …“                                                                 | Chuck Berry                                                    | The Rolling Stones (UK) England’s Newest Hit Makers (US)                                | 1964          | 1964                   | Coversong    |                                                                                             |
| Casino Boogie                                            | „No good can’t speak …“                                                                                          | Mick Jagger und Keith Richards                                 | Exile on Main St.                                                                       | 1971          | 1972                   | eigener Song |                                                                                             |
| Champagne and Reefer                                     | „Yeah bring me champagne when I’m thirsty …“                                                                     | Muddy Waters                                                   | Shine a Light (Soundtrack)                                                              | 2006          | 2008                   | Coversong    | mit Buddy Guy                                                                               |
| Chantilly Lace                                           | „Hello, baaaaby! Yeah, this is the Big Bopper speakin’ …“                                                        | Jiles Perry                                                    | Bootleg-Aufnahme                                                                        | 1982          |                        | Coversong    |                                                                                             |
| Cherry Oh Baby                                           | „Oh, cherry oh, cherry oh, baby …“                                                                               | Eric Donaldson                                                 | Black and Blue                                                                          | 1975          | 1976                   | Coversong    |                                                                                             |
| Child of the Moon                                        | „The wind blows rain into my face …“                                                                             | Mick Jagger und Keith Richards                                 | More Hot Rocks (Big Hits & Fazed Cookies)                                               | 1968          | 1972                   | eigener Song |                                                                                             |
| Citadel                                                  | „Men at arms shout "Who goes there?" …“                                                                          | Mick Jagger und Keith Richards                                 | Their Satanic Majesties Request                                                         | 1967          | 1967                   | eigener Song |                                                                                             |
| Claudine                                                 | „Claudine’s back in jail again …“                                                                                | Mick Jagger und Keith Richards                                 | Some Girls                                                                              | 1978          | 2011                   | eigener Song | Bonusmaterial der Wiederveröffentlichung                                                    |
| Cocksucker Blues                                         | „Well, I’m a lonesome schoolboy …“                                                                               | Mick Jagger und Keith Richards                                 | Cocksucker Blues-Soundtrack                                                             | 1970          |                        | eigener Song | Soundtrack des unveröffentlichten Dokumentarfilms Cocksucker Blues von Robert Frank         |
| Come On                                                  | „Everything is wrong since me and my baby parted …“                                                              | Chuck Berry                                                    | Big Hits (High Tide and Green Grass) (UK) More Hot Rocks (Big Hits & Fazed Cookies)(US) | 1963          | 1963                   | Coversong    |                                                                                             |
| Come To The Ball                                         | |                                                                | Tattoo You [40th Anniversary Deluxe]                                                    | 1981          | 2021                   |              |                                                                                             |
| Coming Down Again                                        | „Coming down again, coming down again …“                                                                         | Mick Jagger und Keith Richards                                 | Goats Head Soup                                                                         | 1972          | 1973                   | eigener Song |                                                                                             |
| Commit a Crime                                           | „I’m gonna leave you baby …“                                                                                     | Howlin’ Wolf                                                   | Blue & Lonesome                                                                         | 2015          | 2016                   | Coversong    |                                                                                             |
| Complicated                                              | „She looks so simple in her way …“                                                                               | Mick Jagger und Keith Richards                                 | Between the Buttons                                                                     | 1966          | 1967                   | eigener Song |                                                                                             |
| Con Le Mie Lacrime (As Tears Go By)                      | „Il sole sta per tramontar …“                                                                                    | Mick Jagger, Keith Richards und Andrew Loog Oldham             | Als Single veröffentlicht                                                               | 1965          | 1965                   | eigener Song | italienische Übersetzung des Songs As Tears Go By                                           |
| Confessin’ the Blues                                     | „Baby here I stand before you …“                                                                                 | Jay McShann und Walter Brown                                   | Five by Five (EP) (UK) 12x5 (US)                                                        | 1964          | 1964                   | Coversong    |                                                                                             |
| Congratulations                                          | „Congratulations Congratulations Well done, my friend …“                                                         | Mick Jagger und Keith Richards                                 | Singles Collection: The London Years (UK) 12x5 (US)                                     | 1964          | 1964                   | eigener Song |                                                                                             |
| Connection                                               | „All I want to do is get back to you …“                                                                          | Mick Jagger und Keith Richards                                 | Between the Buttons                                                                     | 1966          | 1967                   | eigener Song |                                                                                             |
| Continental Drift                                        | „Love comes at the speed of light …“                                                                             | Mick Jagger und Keith Richards                                 | Steel Wheels                                                                            | 1989          | 1989                   | eigener Song |                                                                                             |
| Cook Cook Blues                                          | „Cook, cook, cook every mornin’ …“                                                                               | Mick Jagger und Keith Richards                                 | The Rolling Stones Singles Box Set (1971–2006)                                          | 1989          | 2011                   | eigener Song |                                                                                             |
| Cool, Calm & Collected                                   | „Well she’s very wealthy it’s true …“                                                                            | Mick Jagger und Keith Richards                                 | Between the Buttons                                                                     | 1966          | 1967                   | eigener Song |                                                                                             |
| Cops and Robbers                                         | „As I was driving home along the boulevard late one night …“                                                     | Kent Harris                                                    | Grrr!                                                                                   | 1964          | 2012                   | Coversong    |                                                                                             |
| Corinna                                                  | „I got a bird what whistles …“                                                                                   | Taj Mahal und Jesse Ed Davis III                               | No Security                                                                             | 1997          | 1998                   | Coversong    |                                                                                             |
| Country Honk                                             | „Sittin’ in a bar tippling a jar in Jackson …“                                                                   | Mick Jagger und Keith Richards                                 | Let It Bleed                                                                            | 1969          | 1969                   | eigener Song |                                                                                             |
| Crackin’ Up                                              | „You’re always hollerin’ bout where I’ve been …“                                                                 | Bo Diddley                                                     | Love You Live                                                                           | 1977          | 1977                   | Coversong    |                                                                                             |
| Crazy Mama                                               | „Well, you’re crazy mama …“                                                                                      | Mick Jagger und Keith Richards                                 | Black and Blue                                                                          | 1975          | 1976                   | eigener Song |                                                                                             |
| Criss Cross                                              | | Mick Jagger, Keith Richards und Mick Taylor                    | Goats Head Soup [Deluxe Edition]                                                        | 1973          | 2020                   | eigener Song |                                                                                             |
| Crushed Pearl                                            | „Baby baby Crushed pearl Another little angel fallen into this world …“                                          | Mick Jagger und Keith Richards                                 | Bootleg-Aufnahme                                                                        | 1985          |                        | eigener Song |                                                                                             |
| Cry to Me                                                | „When your baby leaves you all alone …“                                                                          | Bert Berns                                                     | Out of Our Heads                                                                        | 1965          | 1965                   | Coversong    |                                                                                             |
| Da Doo Ron Ron                                           | „I met him on a Monday and my heart stood still …“                                                               | Phil Spector, Greenwich und Barry                              | The Rest Of The Best – Single-Tracks And Rarities From The Decca-Period                 |               | 1983                   | Coversong    |                                                                                             |
| Dance (Pt. 1)                                            | „Hey, what am I doing standing here on the corner of …“                                                          | Mick Jagger, Keith Richards und Ron Wood                       | Emotional Rescue                                                                        | 1979          | 1980                   | eigener Song |                                                                                             |
| Dance Little Sister                                      | „On Thursday night she looked a fright …“                                                                        | Mick Jagger und Keith Richards                                 | It’s Only Rock ’n Roll                                                                  | 1975          | 1975                   | eigener Song |                                                                                             |
| Dancing in the Light                                     | „I’m sitting in the darkness, you’re dancing in the light’s not …“                                               | Mick Jagger und Keith Richards                                 | Exile on Main St. (reissue)                                                             | 1972          | 2010                   | eigener Song |                                                                                             |
| Dancing with Mr. D                                       | „Down in the graveyard where we have our tryst …“                                                                | Mick Jagger und Keith Richards                                 | Goats Head Soup                                                                         | 1972          | 1973                   | eigener Song |                                                                                             |
| Dandelion                                                | „Prince or pauper, beggar man or thing …“                                                                        | Mick Jagger und Keith Richards                                 | Through the Past, Darkly (Big Hits Vol. 2)                                              | 1967          | 1967                   | eigener Song |                                                                                             |
| Dangerous Beauty                                         | „In your high school photo …“                                                                                    | Mick Jagger und Keith Richards                                 | A Bigger Bang                                                                           | 2005          | 2005                   | eigener Song |                                                                                             |
| Dead Flowers                                             | „Well when you’re sitting there …“                                                                               | Mick Jagger und Keith Richards                                 | Sticky Fingers                                                                          | 1969          | 1971                   | eigener Song |                                                                                             |
| Dear Doctor                                              | „Oh help me, please doctor I’m a damaged …“                                                                      | Mick Jagger und Keith Richards                                 | Beggars Banquet                                                                         | 1968          | 1968                   | eigener Song |                                                                                             |
| Deep Love                                                | „ …“ | Mick Jagger und Keith Richards                                 | Bootleg-Aufnahme                                                                        | 1985          | 1985                   | eigener Song |                                                                                             |
| Depending On You                                         | | Andrew Watt, Mick Jagger und Keith Richards                    | Hackney Diamonds                                                                        | 2023          | 2023                   | Eigener Song |                                                                                             |
| Diddley Daddy                                            | „Diddley, diddley, diddley, diddley daddy. …“                                                                    | Bo Diddley und Harvey Fuqua                                    | Grrr!                                                                                   | 1963          | 2012                   | Coversong    |                                                                                             |
| Dirty Work                                               | „Living high, sitting in the sun, …“                                                                             | Mick Jagger, Keith Richards und Ron Wood                       | Dirty Work                                                                              | 1985          | 1986                   | eigener Song |                                                                                             |
| Do You Think I Really Care?                              | „Do you think I could ever care …“                                                                               | Mick Jagger und Keith Richards                                 | Some Girls                                                                              | 1977          | 2011                   | eigener Song | Bonusmaterial der Wiederveröffentlichung                                                    |
| Don’t Be a Stranger                                      | „Well I haven’t seen your face for years …“                                                                      | Mick Jagger und Keith Richards                                 | Some Girls                                                                              | 1978          | 2011                   | eigener Song | Bonusmaterial der Wiederveröffentlichung                                                    |
| Don’t Lie to Me                                          | „Well let’s talk it over baby before we start …“                                                                 | Tampa Red                                                      | Metamorphosis                                                                           | 1964          | 1975                   | Coversong    |                                                                                             |
| Don’t Look Back                                          | „If it’s love that you’re running from …“                                                                        | Smokey Robinson und Ronald White                               | Bootleg-Aufnahme                                                                        | 1978          |                        | Coversong    |                                                                                             |
| Don’t Stop                                               | „Well you bit my lip and drew first blood …“                                                                     | Mick Jagger und Keith Richards                                 | Forty Licks                                                                             | 2002          | 2002                   | eigener Song |                                                                                             |
| Doncha Bother Me                                         | „I said "Oh no, doncha follow me no more" …“                                                                     | Mick Jagger und Keith Richards                                 | Aftermath                                                                               | 1965          | 1966                   | eigener Song |                                                                                             |
| Doo Doo Doo Doo Doo (Heartbreaker)                       | „The police in New York City …“                                                                                  | Mick Jagger und Keith Richards                                 | Goats Head Soup                                                                         | 1972          | 1973                   | eigener Song |                                                                                             |
| Doom and Gloom                                           | „I had a dream last night that I was pilot in a plane …“                                                         | Mick Jagger und Keith Richards                                 | Grrr!                                                                                   | 2012          | 2012                   | eigener Song |                                                                                             |
| Down Home Girl                                           | „Lord I swear the perfume you wear …“                                                                            | Jerry Leiber und Artie Butler                                  | The Rolling Stones No. 2 (UK) The Rolling Stones, Now! (US)                             | 1964          | 1965                   | Coversong    |                                                                                             |
| Down in the Bottom                                       | „Well now meet me in the bottom, …“                                                                              | Willie Dixon                                                   | Totally Stripped                                                                        | 1995          | 2016                   | Coversong    |                                                                                             |
| Down in the Hole                                         | „Will all your money …“                                                                                          | Mick Jagger und Keith Richards                                 | Emotional Rescue                                                                        | 1979          | 1980                   | eigener Song |                                                                                             |
| Down the Road a Piece                                    | „Now if you wanna hear some boogie like I’m gonna play …“                                                        | Don Raye                                                       | The Rolling Stones No. 2 (UK) The Rolling Stones, Now! (US)                             | 1964          | 1965                   | Coversong    |                                                                                             |
| Downtown Suzie                                           | „Got the Monday mornin’ feel Yeah, yeah, yeah …“                                                                 | Bill Wyman                                                     | Metamorphosis                                                                           | 1968          | 1975                   | eigener Song |                                                                                             |
| Dreamy Skies                                             | | Mick Jagger und Keith Richards                                 | Hackney Diamonds                                                                        | 2023          | 2023                   | Eigener Song |                                                                                             |
| Drift Away                                               | „Day after day I’m more confused …“                                                                              | Mentor Williams                                                | Bootleg-Aufnahme                                                                        | 1973          |                        | Coversong    |                                                                                             |
| Driving Me Too Hard                                      | | Mick Jagger und Keith Richards                                 | Hackney Diamonds                                                                        | 2023          | 2023                   | Eigener Song |                                                                                             |
| Driving Too Fast                                         | „You can follow the road to the moutains …“                                                                      | Mick Jagger und Keith Richards                                 | A Bigger Bang                                                                           | 2005          | 2005                   | eigener Song |                                                                                             |
| Each and Everyday of the Year                            | „Do I miss her kiss at night time …“                                                                             | Mick Jagger und Keith Richards                                 | Metamorphosis                                                                           | 1964          | 1975                   | eigener Song |                                                                                             |
| Emotional Rescue                                         | „Is there nothing I can say …“                                                                                   | Mick Jagger und Keith Richards                                 | Emotional Rescue                                                                        | 1979          | 1980                   | eigener Song |                                                                                             |
| Empty Heart                                              | „A empty heart is like an empty life …“                                                                          | Nanker Phelge                                                  | Five by Five (EP) (UK) 12x5 (US)                                                        | 1964          | 1964                   | eigener Song |                                                                                             |
| Entry of the Gladiators                                  | „Well, my name is a number …“                                                                                    | Mick Jagger und Keith Richards                                 | The Rolling Stones Rock And Roll Circus                                                 |               | 1989                   | eigener Song |                                                                                             |
| Everybody Knows About My Good Thing                      | „Yeah, I was talking to the postman …“                                                                           | Miles Grayson und Lermon Horton                                | Blue & Lonesome                                                                         | 2015          | 2016                   | Coversong    |                                                                                             |
| Everybody Needs Somebody to Love                         | „I’m so glad to be here tonight and I’m so glad to be home …“                                                    | Jerry Wexler, Bert Berns und Solomon Burke                     | The Rolling Stones No. 2 (UK) The Rolling Stones, Now! (US)                             | 1964          | 1965                   | Coversong    |                                                                                             |
| Everything Is Turning to Gold                            | „I don’t care if your love grows cold …“                                                                         | Mick Jagger, Keith Richards und Ron Wood                       | Sucking in the Seventies                                                                | 1978          | 1981                   | eigener Song |                                                                                             |
| Exile on Main Street Blues                               | „Exile on Mainstreet, it’s a strange street to walk down …“                                                      | Mick Jagger und Keith Richards                                 | Aufnahme zu Werbezwecken                                                                | 1972          | 1972                   | eigener Song | Inoffizielle Veröffentlichung                                                               |
| Factory Girl                                             | „Waiting for a girl who’s got curlers in her hair …“                                                             | Mick Jagger und Keith Richards                                 | Beggars Banquet                                                                         | 1968          | 1968                   | eigener Song |                                                                                             |
| Family                                                   | „Here’s father, his heart screwed on …“                                                                          | Mick Jagger und Keith Richards                                 | Metamorphosis                                                                           | 1968          | 1975                   | eigener Song |                                                                                             |
| Fancyman Blues                                           | „You’re looking good baby …“                                                                                     | Mick Jagger und Keith Richards                                 | The Rolling Stones Singles Box Set (1971–2006)                                          | 1989          | 2011                   | eigener Song |                                                                                             |
| Fanny Mae                                                | „Fanny Mae, Baby won’t you please come home, …“                                                                  | Buster Brown, Clarence L. Lewis und Bobby Robinson             | On Air                                                                                  | 1965          | 2017                   | Coversong    |                                                                                             |
| Far Away Eyes                                            | „I was driving home early Sunday morning through Bakersfield …“                                                  | Mick Jagger und Keith Richards                                 | Some Girls                                                                              | 1977          | 1978                   | eigener Song |                                                                                             |
| Feel On Baby                                             | „Feel on baby …“                                                                                                 | Mick Jagger und Keith Richards                                 | Undercover                                                                              | 1983          | 1983                   | eigener Song |                                                                                             |
| Fight                                                    | „Yeah, Baby! Gonna pulp you to a mass of bruises, …“                                                             | Mick Jagger, Keith Richards und Ron Woods                      | Dirty Work                                                                              | 1985          | 1986                   | eigener Song |                                                                                             |
| Fiji Gin                                                 | „I want more Fiji Gin, but full name is Billy Dean …“                                                            | Mick Jagger und Keith Richards                                 | Bootleg-Aufnahme                                                                        | 1978          |                        | eigener Song |                                                                                             |
| Fingerprint File                                         | „Fingerprint file, you get me down …“                                                                            | Mick Jagger und Keith Richards                                 | It’s Only Rock ’n Roll                                                                  | 1974          | 1974                   | eigener Song |                                                                                             |
| Flight 505                                               | „Well, I was happy here at home …“                                                                               | Mick Jagger und Keith Richards                                 | Aftermath                                                                               | 1965          | 1966                   | eigener Song |                                                                                             |
| Flip the Switch                                          | „A scrap of flesh …“                                                                                             | Mick Jagger und Keith Richards                                 | Bridges to Babylon                                                                      | 1997          | 1997                   | eigener Song |                                                                                             |
| Following the River                                      | „There’s something I should tell you …“                                                                          | Mick Jagger und Keith Richards                                 | Exile on Main St. (reissue)                                                             | 1972          | 2010                   | eigener Song |                                                                                             |
| Fool to Cry                                              | „When I come home baby …“                                                                                        | Mick Jagger und Keith Richards                                 | Black and Blue                                                                          | 1974          | 1976                   | eigener Song |                                                                                             |
| Fortune Teller                                           | „Went to the fortune teller …“                                                                                   | Allen Toussaint (unter dem Pseudonym Naomi Neville)            | More Hot Rocks (Big Hits & Fazed Cookies) (UK) Got Live If You Want It! (US)            | 1963          | 1966                   | Coversong    |                                                                                             |
| Get Close                                                | | Andrew Watt, Mick Jagger und Keith Richards                    | Hackney Diamonds                                                                        | 2023          | 2023                   | Eigener Song |                                                                                             |
| Get Off of My Cloud                                      | „I live in an apartment on the ninety-ninth floor of my block …“                                                 | Mick Jagger und Keith Richards                                 | Big Hits (High Tide and Green Grass) (UK) December’s Children (And Everybody’s) (US)    | 1965          | 1965                   | eigener Song |                                                                                             |
| Get Up, Stand Up                                         | „Get up, stand up, stand up for your right …“                                                                    | Bob Marley und Peter Tosh                                      | Light the Fuse                                                                          | 2005          | 2012                   | Coversong    |                                                                                             |
| Gimme Shelter                                            | „Oh, a storm is threat’ning …“                                                                                   | Mick Jagger und Keith Richards                                 | Let It Bleed                                                                            | 1969          | 1969                   | eigener Song |                                                                                             |
| Godzi                                                    | | Nanker Phelge                                                  | Bootleg-Aufnahme                                                                        | 1965          |                        | eigener Song |                                                                                             |
| Going Home                                               | „Spendin’ too much time away …“                                                                                  | Mick Jagger und Keith Richards                                 | Aftermath                                                                               | 1965          | 1966                   | eigener Song |                                                                                             |
| Going to a Go-Go                                         | „Going to a go go, everybody …“                                                                                  | Smokey Robinson, Warren Moore, Bobby Rogers und Marvin Tarplin | Still Life                                                                              | 1981          | 1982                   | Coversong    |                                                                                             |
| Gomper                                                   | „By the lake with lily flowers …“                                                                                | Mick Jagger und Keith Richards                                 | Their Satanic Majesties Request                                                         | 1967          | 1967                   | eigener Song |                                                                                             |
| Good Time Woman                                          | „Oh, you got me waitin’ on a big-boat line …“                                                                    | Mick Jagger und Keith Richards                                 | Exile on Main St. (reissue)                                                             | 1970          | 2010                   | eigener Song |                                                                                             |
| Good Times                                               | „Whoa la la ta ta …“                                                                                             | Sam Cooke                                                      | Out of Our Heads                                                                        | 1965          | 1965                   | Coversong    |                                                                                             |
| Good Times, Bad Times                                    | „There’ve been good times …“                                                                                     | Mick Jagger und Keith Richards                                 | Singles Collection: The London Years (UK) 12x5 (US)                                     | 1964          | 1964                   | eigener Song |                                                                                             |
| Goodbye Girl                                             | „Goodbye Girl It’s time to part …“                                                                               | Bill Wyman                                                     | Bootleg-Aufnahme                                                                        | 1964          |                        | eigener Song |                                                                                             |
| Gotta Get Away                                           | „Baby, the truth is out so don’t deny …“                                                                         | Mick Jagger und Keith Richards                                 | Out of Our Heads (UK) December’s Children (And Everybody’s) (US)                        | 1965          | 1965                   | eigener Song |                                                                                             |
| Grown Up Wrong                                           | „Well you’ve grown up all wrong …“                                                                               | Mick Jagger und Keith Richards                                 | The Rolling Stones No. 2 (UK) 12x5 (US)                                                 | 1964          | 1964                   | eigener Song |                                                                                             |
| Gunface                                                  | „Gonna go downtown …“                                                                                            | Mick Jagger und Keith Richards                                 | Bridges to Babylon                                                                      | 1997          | 1997                   | eigener Song |                                                                                             |
| Had It With You                                          | „I love you, dirty fucker …“                                                                                     | Mick Jagger, Keith Richards und Ron Wood                       | Dirty Work                                                                              | 1985          | 1986                   | eigener Song |                                                                                             |
| Hand of Fate                                             | „The hand of fate is on me now …“                                                                                | Mick Jagger und Keith Richards                                 | Black and Blue                                                                          | 1974          | 1976                   | eigener Song |                                                                                             |
| Hang Fire                                                | „In the sweet old country where I come from …“                                                                   | Mick Jagger und Keith Richards                                 | Tattoo You                                                                              | 1981          | 1981                   | eigener Song |                                                                                             |
| Happy                                                    | „Well I never kept a dollar past sunset, …“                                                                      | Mick Jagger und Keith Richards                                 | Exile on Main St.                                                                       | 1971          | 1972                   | eigener Song |                                                                                             |
| Harlem Shuffle                                           | „You move it to the left …“                                                                                      | Bob Relf und Ernest Nelson                                     | Dirty Work                                                                              | 1985          | 1986                   | Coversong    |                                                                                             |
| Hate to See You Go                                       | „Girl left me, left me here to cry …“                                                                            | Little Walter                                                  | Blue & Lonesome                                                                         | 2015          | 2016                   | Coversong    |                                                                                             |
| Have You Seen Your Mother, Baby, Standing in the Shadow? | „Have you seen your mother, baby, standing in the shadow? Have you had another, baby, standing in the shadow? …“ | Mick Jagger und Keith Richards                                 | Big Hits (High Tide and Green Grass) (UK) Flowers (US)                                  | 1966          | 1966                   | eigener Song |                                                                                             |
| Heart of Stone                                           | „There’ve been so many girls that I’ve known …“                                                                  | Mick Jagger und Keith Richards                                 | Out of Our Heads (UK) The Rolling Stones, Now! (US)                                     | 1964          | 1965                   | eigener Song |                                                                                             |
| Hearts For Sale                                          | „My spirit is winging …“                                                                                         | Mick Jagger und Keith Richards                                 | Steel Wheels                                                                            | 1989          | 1989                   | eigener Song |                                                                                             |
| Heaven                                                   | „Smell of you baby, my senses, my senses be praised …“                                                           | Mick Jagger und Keith Richards                                 | Tattoo You                                                                              | 1981          | 1981                   | eigener Song |                                                                                             |
| Hey Crawdaddy                                            | „Yeah, I got a line and you got a hole …“                                                                        | Bo Diddley                                                     | Bootleg-Aufnahme                                                                        | 1963          |                        | Coversong    |                                                                                             |
| Hey Negrita                                              | „Hey Negrita, hey now …“                                                                                         | Mick Jagger und Keith Richards                                 | Black and Blue                                                                          | 1975          | 1976                   | eigener Song |                                                                                             |
| Hide Your Love                                           | „Sometimes I’m up, sometimes I’m down …“                                                                         | Mick Jagger und Keith Richards                                 | Goats Head Soup                                                                         | 1973          | 1973                   | eigener Song |                                                                                             |
| High and Dry                                             | „High and dry well, I’m up here with no warning …“                                                               | Mick Jagger und Keith Richards                                 | Aftermath                                                                               | 1966          | 1966                   | eigener Song |                                                                                             |
| High-Heel Sneakers                                       | „Put on your red dress baby, …“                                                                                  | Tommy Tucker                                                   | On Air                                                                                  | 1964          | 2017                   | Coversong    |                                                                                             |
| Highway Child                                            | „Won’t you come on and call my name …“                                                                           | Mick Jagger und Keith Richards                                 | Bootleg-Aufnahme                                                                        | 1968          |                        | eigener Song |                                                                                             |
| Highwire                                                 | „We sell ’em missiles, We sell ’em tanks …“                                                                      | Mick Jagger und Keith Richards                                 | Flashpoint                                                                              | 1991          | 1991                   | eigener Song |                                                                                             |
| Hitch Hike                                               | „I’m going to Chicago that’s the last place my baby stayed …“                                                    | Marvin Gaye, William „Mickey“ Stevenson und Clarence Paul      | Out of Our Heads                                                                        | 1965          | 1965                   | Coversong    |                                                                                             |
| Hold Back                                                | „Hear the voice of experience …“                                                                                 | Mick Jagger und Keith Richards                                 | Dirty Work                                                                              | 1985          | 1986                   | eigener Song |                                                                                             |
| Hold On to Your Hat                                      | „Hold on to your head …“                                                                                         | Mick Jagger und Keith Richards                                 | Steel Wheels                                                                            | 1989          | 1989                   | eigener Song |                                                                                             |
| Honest I Do                                              | „Don’t you know that I love you …“                                                                               | Jimmy Reed                                                     | The Rolling Stones (UK) England’s Newest Hit Makers (US)                                | 1964          | 1964                   | Coversong    |                                                                                             |
| Honest Man                                               | „Well there’s a hole in my chest …“                                                                              | Mick Jagger und Keith Richards                                 | Bootleg-Aufnahme                                                                        | 1993          |                        | eigener Song |                                                                                             |
| Honey What’s Wrong                                       | „Hey, hey, baby, honey what’s wrong with you? …“                                                                 | Jimmy Reed                                                     | Grrr!                                                                                   | 1963          | 2012                   | Coversong    |                                                                                             |
| Honky Tonk Women                                         | „I met a gin soaked barroom queen in Memphis, …“                                                                 | Mick Jagger und Keith Richards                                 | Through the Past, Darkly (Big Hits Vol. 2)                                              | 1969          | 1969                   | eigener Song |                                                                                             |
| Hoo Doo Blues                                            | „Now, when your woman actin’ funny, begin to run around …“                                                       | Otis Hicks und Jerry West                                      | Blue & Lonesome                                                                         | 2015          | 2016                   | Coversong    |                                                                                             |
| Hot Stuff                                                | „Hot stuff, hot stuff …“                                                                                         | Mick Jagger und Keith Richards                                 | Black and Blue                                                                          | 1975          | 1976                   | eigener Song |                                                                                             |
| Hound Dog                                                | „You ain’t nothin’ but a hound dog …“                                                                            | Jerry Leiber und Mike Stoller                                  | Bootleg-Aufnahme                                                                        | 1978          |                        | Coversong    |                                                                                             |
| How Can I Stop                                           | „You offer me …“                                                                                                 | Mick Jagger und Keith Richards                                 | Bridges to Babylon                                                                      | 1997          | 1997                   | eigener Song |                                                                                             |
| I Ain’t Superstitious                                    | „Meet me on the bottom, …“                                                                                       | Willie Dixon                                                   | Bootleg-Aufnahme                                                                        | 1978          |                        | Coversong    |                                                                                             |
| I Am Waiting                                             | „I am waiting, I am waiting (oh yeah, oh yeah) …“                                                                | Mick Jagger und Keith Richards                                 | Aftermath                                                                               | 1965          | 1966                   | eigener Song |                                                                                             |
| I Can See It                                             | „I can see it, see it, see it, oh yeah …“                                                                        | Mick Jagger und Keith Richards                                 | Bootleg-Aufnahme                                                                        | 1966          |                        | eigener Song |                                                                                             |
| I Can’t Be Satisfied                                     | „Well I’m going away to live …“                                                                                  | Muddy Waters                                                   | The Rolling Stones No. 2 (UK) More Hot Rocks (Big Hits & Fazed Cookies)(US)             | 1964          | 1965                   | Coversong    |                                                                                             |
| I Can’t Get Next to You                                  | „I can turn your gray sky blue …“                                                                                | Norman Whitfield und Barrett Strong                            | Bootleg-Aufnahme                                                                        |               |                        | Coversong    |                                                                                             |
| I Can’t Quit You Baby                                    | „We-ell, I can’t quit you baby …“                                                                                | Willie Dixon                                                   | Blue & Lonesome                                                                         | 2015          | 2016                   | Coversong    |                                                                                             |
| I Don’t Know the Reason Why                              | „Yeah well your woman get crazy …“                                                                               | Mick Jagger und Keith Richards                                 | Bootleg-Aufnahme                                                                        | 1969          |                        | eigener Song |                                                                                             |
| I Don’t Know Why                                         | „I don’t know why I love you babe …“                                                                             | Stevie Wonder, Paul Riser, Don Hunter und Lula Hardaway        | Metamorphosis                                                                           | 1969          | 1975                   | Coversong    |                                                                                             |
| I Get Around                                             | „Round round get around …“                                                                                       | Brian Wilson                                                   | Bootleg-Aufnahme                                                                        | 1965          |                        | Coversong    |                                                                                             |
| I Go Wild                                                | „You whipped me I’m hurting …“                                                                                   | Mick Jagger und Keith Richards                                 | Voodoo Lounge                                                                           | 1993          | 1994                   | eigener Song |                                                                                             |
| I Got the Blues                                          | „As I stand by your flame …“                                                                                     | Mick Jagger und Keith Richards                                 | Sticky Fingers                                                                          | 1970          | 1971                   | eigener Song |                                                                                             |
| I Gotta Go                                               | „Leavin’ in the mornin’ …“                                                                                       | Little Walter                                                  | Blue & Lonesome                                                                         | 2015          | 2016                   | Coversong    |                                                                                             |
| I Just Want to Make Love to You                          | „I don’t want you be no slave …“                                                                                 | Willie Dixon                                                   | The Rolling Stones (UK) England’s Newest Hit Makers (US)                                | 1964          | 1964                   | Coversong    |                                                                                             |
| I Just Want to See His Face                              | „That’s all right, that’s all right, that’s all right …“                                                         | Mick Jagger und Keith Richards                                 | Exile on Main St.                                                                       | 1971          | 1972                   | eigener Song |                                                                                             |
| I Love You Too Much                                      | „I think I decided to get out of the rain …“                                                                     | Mick Jagger und Keith Richards                                 | Some Girls                                                                              | 1978          | 2011                   | eigener Song | Bonusmaterial der Wiederveröffentlichung                                                    |
| I Think I’m Going Mad                                    | | Mick Jagger und Keith Richards                                 | She Was Hot (7"Single)                                                                  | 1983          | 1983                   | eigener Song |                                                                                             |
| I Wanna Be Your Man                                      | „I wanna be your lover baby, …“                                                                                  | John Lennon und Paul McCartney                                 | Milestones (UK) Singles Collection: The London Years (US)                               | 1963          | 1963                   | Coversong    | War die zweite Single der Stones, bevor die Beatles sie selbst als Single veröffentlichten. |
| I Want to Be Loved                                       | „The spark (stars) in your eyes sets …“                                                                          | Willie Dixon                                                   | Singles Collection: The London Years                                                    | 1963          | 1963                   | Coversong    |                                                                                             |
| I’d Much Rather Be with the Boys                         | „Here I am All alone and all dressed up to kill …“                                                               | Andrew Loog Oldham und Keith Richards                          | Metamorphosis                                                                           | 1965          | 1975                   | eigener Song |                                                                                             |
| I’m a King Bee                                           | „Well I’m a king bee …“                                                                                          | Slim Harpo                                                     | The Rolling Stones (UK) England’s Newest Hit Makers (US)                                | 1964          | 1964                   | Coversong    |                                                                                             |
| I’m Alright                                              | „I wanna tell you something baby …“                                                                              | Bo Diddley                                                     | Got Live If You Want It!                                                                | 1964          | 1965                   | Coversong    |                                                                                             |
| I’m Free                                                 | „I’m free to do what I want any old time …“                                                                      | Mick Jagger und Keith Richards                                 | Out of Our Heads (UK) December’s Children (And Everybody’s) (US)                        | 1965          | 1965                   | eigener Song |                                                                                             |
| I’m Going Down                                           | „Hey babe, what’s wrong with you, girl …“                                                                        | Mick Jagger, Keith Richards und Dick Taylor                    | Metamorphosis                                                                           | 1969          | 1975                   | eigener Song |                                                                                             |
| I’m Gonna Drive                                          | „I’ve got itchy fingers, I’ve got muddy feet …“                                                                  | Mick Jagger und Keith Richards                                 | Als Single veröffentlicht                                                               |               | 1994                   | eigener Song |                                                                                             |
| I’m Moving On                                            | „I warned you baby from time to time …“                                                                          | Hank Snow                                                      | Got Live If You Want It! (UK) December’s Children (And Everybody’s) (US)                | 1965          | 1965                   | Coversong    |                                                                                             |
| I’m Not Signifying                                       | „When I’m looking out my window baby …“                                                                          | Mick Jagger und Keith Richards                                 | Exile on Main St. (reissue)                                                             | 1971          | 2010                   | eigener Song |                                                                                             |
| I’ve Been Loving You Too Long                            | „I’ve been loving you too long to stop now …“                                                                    | Otis Redding und Jerry Butler                                  | Gimme Shelter (UK) Got Live If You Want It! (US)                                        | 1965          | 1965                   | Coversong    |                                                                                             |
| If I Was a Dancer (Dance Pt. 2)                          | „I stand accused of talking …“                                                                                   | Mick Jagger, Keith Richards und Ron Wood                       | Sucking in the Seventies                                                                | 1978          | 1980                   | eigener Song |                                                                                             |
| If You Can’t Rock Me                                     | „The band’s on stage and it’s one of those nights, oh yeah …“                                                    | Mick Jagger und Keith Richards                                 | It’s Only Rock ’n Roll                                                                  | 1973          | 1974                   | eigener Song |                                                                                             |
| If You Can’t Rock Me/Get off My Cloud                    | „The band’s on stage and it’s one of those nights, oh yeah …“                                                    | Mick Jagger und Keith Richards                                 | Love You Live                                                                           |               | 1977                   | eigener Song |                                                                                             |
| If You Let Me                                            | „You don’t really understand …“                                                                                  | Mick Jagger und Keith Richards                                 | Metamorphosis                                                                           | 1966          | 1975                   | eigener Song |                                                                                             |
| If You Need Me                                           | „If you need me …“                                                                                               | Wilson Pickett und Robert Bateman                              | Five by Five (EP) (UK) 12x5 (US)                                                        | 1964          | 1964                   | Coversong    |                                                                                             |
| If You Really Want to Be My Friend                       | „If you really want to be my friend Let me live it up like I used to do …“                                       | Mick Jagger und Keith Richards                                 | It’s Only Rock ’n Roll                                                                  | 1973          | 1974                   | eigener Song |                                                                                             |
| In Another Land                                          | „In another land where the breeze and the trees and the flowers were blue …“                                     | Bill Wyman                                                     | Their Satanic Majesties Request                                                         | 1967          | 1967                   | eigener Song |                                                                                             |
| Indian Girl                                              | „Little Indian girl, where is your mama? …“                                                                      | Mick Jagger und Keith Richards                                 | Emotional Rescue                                                                        | 1979          | 1980                   | eigener Song |                                                                                             |
| Infamy                                                   | „You know you’ve got in for me …“                                                                                | Mick Jagger und Keith Richards                                 | A Bigger Bang                                                                           | 2005          | 2005                   | eigener Song |                                                                                             |
| It Hurts Me Too                                          | „You said you was hurting, almost lost your mind, …“                                                             | Tampa Red                                                      | Bootleg-Aufnahme                                                                        | 1969          |                        | Coversong    |                                                                                             |
| It Must Be Hell                                          | „We’ve got trouble, that’s for sure …“                                                                           | Mick Jagger und Keith Richards                                 | Undercover                                                                              | 1983          | 1983                   | eigener Song |                                                                                             |
| It Should Be You                                         | „She’s sweet and tender, but I remember …“                                                                       | Mick Jagger und Keith Richards                                 | Bootleg-Aufnahme                                                                        | 1963          |                        | eigener Song |                                                                                             |
| It Won’t Take Long                                       | „And it won’t take long to forget you …“                                                                         | Mick Jagger und Keith Richards                                 | A Bigger Bang                                                                           | 2004          | 2005                   | eigener Song |                                                                                             |
| It’s All Over Now                                        | „Well, baby used to stay out all night long …“                                                                   | Bobby Womack und Shirley Womack                                | Big Hits (High Tide and Green Grass) (UK) 12x5 (US)                                     | 1964          | 1964                   | Coversong    |                                                                                             |
| It’s Not Easy                                            | „It’s not easy It’s not easy living on your own …“                                                               | Mick Jagger und Keith Richards                                 | Aftermath                                                                               | 1965          | 1966                   | eigener Song |                                                                                             |
| It’s Only Rock ’n Roll (But I Like It)                   | „If I could stick my pen in my heart …“                                                                          | Mick Jagger und Keith Richards                                 | It’s Only Rock ’n Roll                                                                  | 1973          | 1974                   | eigener Song |                                                                                             |
| Jamming With Edward Blow With Ry                         | |                                                                | Let It Rock (7"Single)                                                                  | 1971          | 1971                   |              |                                                                                             |
| Jig-Saw Puzzle                                           | „There’s a tramp sittin’ on my doorstep …“                                                                       | Mick Jagger und Keith Richards                                 | Beggars Banquet                                                                         | 1968          | 1968                   | eigener Song |                                                                                             |
| Jiving Sister Fanny                                      | „Jivin’ Sister Fanny, told her man from Philadelphia, PA …“                                                      | Mick Jagger und Keith Richards                                 | Metamorphosis                                                                           | 1969          | 1975                   | eigener Song |                                                                                             |
| Jump on Top of Me                                        | „I’ve been working so hard, And feelin’ no Pain …“                                                               | Mick Jagger und Keith Richards                                 | The Rolling Stones Singles Box Set (1971–2006)                                          | 1993          | 1993                   | eigener Song |                                                                                             |
| Jumpin’ Jack Flash                                       | „I was born in a crossfire hurricane …“                                                                          | Mick Jagger und Keith Richards                                 | Through the Past, Darkly (Big Hits Vol. 2)                                              | 1968          | 1969                   | eigener Song |                                                                                             |
| Just Like I Treat You                                    | „Some say you will, some say you won’t …“                                                                        | Willie Dixon                                                   | Blue & Lonesome                                                                         | 2015          | 2016                   | Coversong    |                                                                                             |
| Just My Imagination (Running Away With Me)               | „I look out my window watch her as she passes by …“                                                              | Norman Whitfield und Barrett Strong                            | Some Girls                                                                              | 1977          | 1978                   | Coversong    |                                                                                             |
| Just Your Fool                                           | „I’m just your fool, can’t help myself …“                                                                        | Buddy Johnson                                                  | Blue & Lonesome                                                                         | 2015          | 2016                   | Coversong    |                                                                                             |
| Keep Up Blues                                            | „I’ve got a new suit, kind of Italian style …“                                                                   | Mick Jagger und Keith Richards                                 | Some Girls                                                                              | 1977          | 2011                   | eigener Song | Bonusmaterial der Wiederveröffentlichung                                                    |
| Key to the Highway                                       | „I got the Key To The Highway …“                                                                                 | Big Bill Broonzy und Charles Segar                             | Dirty Work                                                                              | 1985          | 1986                   | Coversong    |                                                                                             |
| Keys to Your Love                                        | „The keys to your love I’ve got the keys to your love …“                                                         | Mick Jagger und Keith Richards                                 | Forty Licks                                                                             | 2002          | 2002                   | eigener Song |                                                                                             |
| Lady Jane                                                | „My sweet lady Jane, when I see you again …“                                                                     | Mick Jagger und Keith Richards                                 | Aftermath                                                                               | 1966          | 1966                   | eigener Song |                                                                                             |
| Laugh, I Nearly Died                                     | „I’ve been travelling but I don’t know where …“                                                                  | Mick Jagger und Keith Richards                                 | A Bigger Bang                                                                           | 2005          | 2005                   | eigener Song |                                                                                             |
| Leave Me Alone                                           | „I get home in the evening, when my day is through …“                                                            | Mick Jagger und Keith Richards                                 | Bootleg-Aufnahme                                                                        | 1963          |                        | eigener Song |                                                                                             |
| Let it Bleed                                             | „Well, we all need someone to lean on …“                                                                         | Mick Jagger und Keith Richards                                 | Let It Bleed                                                                            | 1969          | 1969                   | eigener Song |                                                                                             |
| Let it Loose                                             | „Who’s that woman on your arm all dressed up to do you harm …“                                                   | Mick Jagger und Keith Richards                                 | Exile on Main St.                                                                       | 1971          | 1972                   | eigener Song |                                                                                             |
| Let it Rock                                              | „In the heat of the day down in Mobile, Alabama …“                                                               | Chuck Berry                                                    | Rarities 1971–2003                                                                      | 1971          | 1971                   | Coversong    |                                                                                             |
| Let Me Down Slow                                         | „You look a little dressed up …“                                                                                 | Mick Jagger und Keith Richards                                 | A Bigger Bang                                                                           | 2004          | 2005                   | eigener Song |                                                                                             |
| Let Me Go                                                | „You’re gonna get it straight from the shoulder …“                                                               | Mick Jagger und Keith Richards                                 | Emotional Rescue                                                                        | 1979          | 1980                   | eigener Song |                                                                                             |
| Let’s Spend the Night Together                           | „My, My, My, My Don’t you worry ’bout what’s on your mind (Oh my) …“                                             | Mick Jagger und Keith Richards                                 | Through the Past, Darkly (Big Hits Vol. 2) (UK) Between the Buttons (US)                | 1966          | 1967                   | eigener Song |                                                                                             |
| Lies                                                     | „Lies, dripping off your mouth like dirt …“                                                                      | Mick Jagger und Keith Richards                                 | Some Girls                                                                              | 1977          | 1978                   | eigener Song |                                                                                             |
| Like a Rolling Stone                                     | „Yeah, Once upon a time, you dressed so fine, …“                                                                 | Bob Dylan                                                      | Stripped                                                                                | 1995          | 1995                   | Coversong    |                                                                                             |
| Linda Lu                                                 | „They call my baby Patty, but, her real name, her real name, …“                                                  | Ray Sharpe                                                     | Bootleg-Aufnahme                                                                        | 1979          |                        | Coversong    |                                                                                             |
| Little Baby                                              | „You go and I’ll come with you little baby …“                                                                    | Willie Dixon                                                   | Stripped                                                                                | 1995          | 1995                   | Coversong    |                                                                                             |
| Little by Little                                         | „Tried to trail you last night, baby, trail you in my car …“                                                     | Nanker Phelge, Phil Spector und Ian Stewart                    | The Rolling Stones (UK) England’s Newest Hit Makers (US)                                | 1964          | 1964                   | eigener Song |                                                                                             |
| Little Queenie                                           | „(Oh NYC you’ve talked a lot, let’s have a look at ya) I got the lumps in my throat …“                           | Chuck Berry                                                    | Get Yer Ya-Ya’s Out! The Rolling Stones in Concert                                      | 1969          | 1970                   | Coversong    |                                                                                             |
| Little Rain                                              | „A little rain falling …“                                                                                        | Ewart G. Abner Jr. und Jimmy Reed                              | Blue & Lonesome                                                                         | 2015          | 2016                   | Coversong    |                                                                                             |
| Little Red Rooster                                       | „I am the little red rooster …“                                                                                  | Willie Dixon                                                   | Big Hits (High Tide and Green Grass) (UK) The Rolling Stones, Now! (US)                 | 1964          | 1964                   | Coversong    |                                                                                             |
| Little T&A                                               | „She’s my little rock ’n’ roll …“                                                                                | Mick Jagger und Keith Richards                                 | Tattoo You                                                                              | 1979          | 1981                   | eigener Song |                                                                                             |
| Live By The Sword                                        | | Mick Jagger und Keith Richards                                 | Hackney Diamonds                                                                        | 2023          | 2023                   | Eigener Song |                                                                                             |
| Live with Me                                             | „I got nasty habits, I take tea at three …“                                                                      | Mick Jagger und Keith Richards                                 | Let It Bleed                                                                            | 1969          | 1969                   | eigener Song |                                                                                             |
| Living in a Ghost Town                                   | „Whoa, oh, whoa, oh I’m a ghost Living in a ghost town …“                                                        | Mick Jagger und Keith Richards                                 | Als Single veröffentlicht                                                               | 2019          | 2020                   | eigener Song |                                                                                             |
| Living in the Heart of Love                              | „Living in the heart of love …“                                                                                  | Mick Jagger und Keith Richards                                 | Bootleg-Aufnahme                                                                        | 1974          |                        | eigener Song |                                                                                             |
| Long Long While                                          | „Baby, baby been a long, long time, been a long, long time …“                                                    | Mick Jagger und Keith Richards                                 | No Stone Unturned (UK) More Hot Rocks (Big Hits & Fazed Cookies) (US)                   | 1966          | 1966                   | eigener Song |                                                                                             |
| Look What The Cat Dragged In                             | „I know that you like to go out drinking …“                                                                      | Mick Jagger und Keith Richards                                 | A Bigger Bang                                                                           | 2004          | 2005                   | eigener Song |                                                                                             |
| Look What You’ve Done                                    | „Now look what you’ve done …“                                                                                    | Muddy Waters                                                   | Stone Age (UK) December’s Children (And Everybody’s) (US)                               | 1965          | 1965                   | Coversong    |                                                                                             |
| Looking Tired                                            | „Lookin’ tired babe, sittin’ there on the side …“                                                                | Mick Jagger und Keith Richards                                 | Bootleg-Aufnahme                                                                        | 1964          |                        | eigener Song |                                                                                             |
| Losing My Touch                                          | „Ain’t it funny how things happen …“                                                                             | Mick Jagger und Keith Richards                                 | Forty Licks                                                                             | 2002          | 2002                   | eigener Song |                                                                                             |
| Love in Vain                                             | „Well, I followed her to the station with a suitcase in my hand …“                                               | Robert Johnson                                                 | Let It Bleed                                                                            | 1969          | 1969                   | Coversong    |                                                                                             |
| Love Is Strong                                           | „Love is strong and you’re so sweet …“                                                                           | Mick Jagger und Keith Richards                                 | Voodoo Lounge                                                                           | 1993          | 1994                   | eigener Song |                                                                                             |
| Love Train                                               | „People all over the world (everybody) …“                                                                        | Kenny Gamble und Leon Huff                                     | Four Flicks                                                                             | 2003          | 2003                   | Coversong    |                                                                                             |
| Loving Cup                                               | „I’m the man on the mountain, come on up …“                                                                      | Mick Jagger und Keith Richards                                 | Exile on Main St.                                                                       | 1971          | 1972                   | eigener Song |                                                                                             |
| Loving You Is Sweeter Than Ever                          | „I remember yet before we met …“                                                                                 | Ivy Jo Hunter und Stevie Wonder                                | Bootleg-Aufnahme                                                                        | 1985          |                        | Coversong    |                                                                                             |
| Low Down                                                 | „Won’t you give me the low down …“                                                                               | Mick Jagger und Keith Richards                                 | Bridges to Babylon                                                                      | 1997          | 1997                   | eigener Song |                                                                                             |
| Luxury                                                   | „I want a real fine car, fly Miami too …“                                                                        | Mick Jagger und Keith Richards                                 | It’s Only Rock ’n Roll                                                                  | 1974          | 1974                   | eigener Song |                                                                                             |
| Mannish Boy                                              | „Oh yeah, yeah Oh yes Everything gonna be alright …“                                                             | Muddy Waters, Mel London und Bo Diddley                        | Love You Live                                                                           | 1977          | 1977                   | Coversong    |                                                                                             |
| Mean Disposition                                         | „I’m getting wise to you …“                                                                                      | Mick Jagger und Keith Richards                                 | Voodoo Lounge                                                                           | 1994          | 1994                   | eigener Song |                                                                                             |
| Meet Me In The Bottom                                    | | Willie Dixon                                                   | Brian Jones Memorial Album                                                              |               | 1982                   | Coversong    |                                                                                             |
| Melody                                                   | „Melody, it was her second name …“                                                                               | Mick Jagger, Keith Richards und Billy Preston                  | Black and Blue                                                                          | 1975          | 1976                   | eigener Song |                                                                                             |
| Memo from Turner                                         | „Didn’t I see you down in San Antone on a hot and dusty night? …“                                                | Mick Jagger und Keith Richards                                 | Metamorphosis                                                                           | 1968          | 1975                   | eigener Song |                                                                                             |
| Memory Motel                                             | „Hannah honey was a peachy kind of girl …“                                                                       | Mick Jagger und Keith Richards                                 | Black and Blue                                                                          | 1975          | 1976                   | eigener Song |                                                                                             |
| Memphis, Tennessee                                       | „Long distance in formation, give me Memphis Tennessee …“                                                        | Chuck Berry                                                    | On Air                                                                                  | 1963          | 2017                   | Coversong    |                                                                                             |
| Mercy, Mercy                                             | „Have mercy, have mercy, baby …“                                                                                 | Don Covay und Ronnie Miller                                    | Out of Our Heads                                                                        | 1964          | 1965                   | Coversong    |                                                                                             |
| Mess It Up                                               | | Mick Jagger und Keith Richards                                 | Hackney Diamonds                                                                        | 2023          | 2023                   | Eigener Song |                                                                                             |
| Midnight Rambler                                         | „Did you hear about the midnight rambler …“                                                                      | Mick Jagger und Keith Richards                                 | Let It Bleed                                                                            | 1969          | 1969                   | eigener Song |                                                                                             |
| Might as Well Get Juiced                                 | „If you really want to rip up your mind …“                                                                       | Mick Jagger und Keith Richards                                 | Bridges to Babylon                                                                      | 1997          | 1997                   | eigener Song |                                                                                             |
| Miss Amanda Jones                                        | „Down and down she goes …“                                                                                       | Mick Jagger und Keith Richards                                 | Between the Buttons                                                                     | 1966          | 1967                   | eigener Song |                                                                                             |
| Miss You                                                 | „I’ve been holding out so long …“                                                                                | Mick Jagger und Keith Richards                                 | Some Girls                                                                              | 1977          | 1978                   | eigener Song |                                                                                             |
| Mixed Emotions                                           | „Button your lip baby …“                                                                                         | Mick Jagger und Keith Richards                                 | Steel Wheels                                                                            | 1989          | 1989                   | eigener Song |                                                                                             |
| Mona (I Need You Baby)                                   | „I say hey, Mona …“                                                                                              | Bo Diddley                                                     | The Rolling Stones (UK) The Rolling Stones, Now! (US)                                   | 1964          | 1964                   | Coversong    |                                                                                             |
| Money                                                    | „The best things in life are free …“                                                                             | Janie Bradford und Berry Gordy                                 | The Rolling Stones (EP) (UK) More Hot Rocks (Big Hits & Fazed Cookies) (US)             | 1963          | 1964                   | Coversong    |                                                                                             |
| Monkey Man                                               | „I’m a flea-bit peanut monkey …“                                                                                 | Mick Jagger und Keith Richards                                 | Let It Bleed                                                                            | 1969          | 1969                   | eigener Song |                                                                                             |
| Moon is Up                                               | „Moon is up …“                                                                                                   | Mick Jagger und Keith Richards                                 | Voodoo Lounge                                                                           | 1994          | 1994                   | eigener Song |                                                                                             |
| Moonlight Mile                                           | „When the wind blows and the rain feels cold …“                                                                  | Mick Jagger und Keith Richards                                 | Sticky Fingers                                                                          | 1970          | 1971                   | eigener Song |                                                                                             |
| Mother’s Little Helper                                   | „What a drag it is getting old …“                                                                                | Mick Jagger und Keith Richards                                 | Aftermath                                                                               | 1965          | 1966                   | eigener Song |                                                                                             |
| Mr. Pitiful                                              | „They call me Mr. Pitiful …“                                                                                     | Steve Cropper und Otis Redding                                 | Light the Fuse                                                                          | 2005          | 2012                   | Coversong    |                                                                                             |
| Mr. Spector & Mr. Pitney Came Too                        | | Nanker Phelge und Phil Spector                                 | Bootleg-Aufnahme                                                                        | 1964          |                        | eigener Song | Instrumental                                                                                |
| My Girl                                                  | „I got sunshine, on a cloudy day …“                                                                              | Smokey Robinson und Ronald White                               | Stone Age Flowers                                                                       | 1965          | 1967                   | Coversong    |                                                                                             |
| My Obsession                                             | „My obsession your possessions every piece that I can get …“                                                     | Mick Jagger und Keith Richards                                 | Between the Buttons                                                                     | 1966          | 1967                   | eigener Song |                                                                                             |
| Nearness of You                                          | „It’s not the pale moon that excites me …“                                                                       | Hoagy Carmichael und Ned Washington                            | Live Licks                                                                              | 2002          | 2004                   | Coversong    |                                                                                             |
| Neighbours                                               | „Neighbours, neighbours, neighbours …“                                                                           | Mick Jagger und Keith Richards                                 | Tattoo You                                                                              | 1980          | 1981                   | eigener Song |                                                                                             |
| New Faces                                                | „There’s a new guy in town …“                                                                                    | Mick Jagger und Keith Richards                                 | Voodoo Lounge                                                                           | 1994          | 1994                   | eigener Song |                                                                                             |
| Night Time Is the Right Time                             | „You know the night time, oh, is the right time …“                                                               | Roosevelt Sykes                                                | Bootleg-Aufnahme                                                                        | 2016          |                        | Coversong    |                                                                                             |
| No Expectations                                          | „Take me to the station and put me on a train …“                                                                 | Mick Jagger und Keith Richards                                 | Beggars Banquet                                                                         | 1968          | 1968                   | eigener Song |                                                                                             |
| No Spare Parts                                           | „Baby, baby, baby, baby... Daddy drunk, daddy drunk himself to death …“                                          | Mick Jagger und Keith Richards                                 | Some Girls                                                                              | 1977          | 2011                   | eigener Song | Bonusmaterial der Wiederveröffentlichung                                                    |
| No Use in Crying                                         | „Ain’t no use in crying …“                                                                                       | Mick Jagger, Keith Richards und Ron Wood                       | Tattoo You                                                                              | 1980          | 1981                   | eigener Song |                                                                                             |
| Not Fade Away                                            | „I’m gonna tell you how it’s gonna be …“                                                                         | Buddy Holly und Norman Petty                                   | Als Single veröffentlicht (UK) England’s Newest Hit Makers (US)                         | 1964          | 1964                   | Coversong    |                                                                                             |
| Now I’ve Got a Witness (Like Uncle Phil and Uncle Gene)  | Instrumentalstück                                                                                                | Nanker Phelge                                                  | The Rolling Stones (UK) England’s Newest Hit Makers (US)                                | 1964          | 1964                   | eigener Song | Instrumental                                                                                |
| Off the Hook                                             | „Sittin’ in my bedroom late last night …“                                                                        | Mick Jagger und Keith Richards                                 | The Rolling Stones No. 2 (UK) The Rolling Stones, Now! (US)                             | 1964          | 1965                   | eigener Song |                                                                                             |
| Oh Baby (We Got a Good Thing Going)                      | „No matter how she wants me …“                                                                                   | Barbara Lynn Ozen                                              | Out of Our Heads (UK) The Rolling Stones, Now! (US)                                     | 1964          | 1965                   | Coversong    |                                                                                             |
| Oh No, Not You Again                                     | „Here you stand before me …“                                                                                     | Mick Jagger und Keith Richards                                 | A Bigger Bang                                                                           | 2005          | 2005                   | eigener Song |                                                                                             |
| On With the Show                                         | „Good evening one and all we’re all so glad to see you here …“                                                   | Mick Jagger und Keith Richards                                 | Their Satanic Majesties Request                                                         | 1967          | 1967                   | eigener Song |                                                                                             |
| One Hit (To the Body)                                    | „You fell out of the clear blue sky …“                                                                           | Mick Jagger, Keith Richards und Ron Wood                       | Dirty Work                                                                              | 1985          | 1986                   | eigener Song |                                                                                             |
| One More Shot                                            | „Uh baby, I got a message for you …“                                                                             | Mick Jagger, Keith Richards und Steve Jordan                   | Grrr!                                                                                   | 2012          | 2012                   | eigener Song |                                                                                             |
| One More Try                                             | „You need some money in a hurry …“                                                                               | Mick Jagger und Keith Richards                                 | Stone Age (UK) Out of Our Heads (US)                                                    | 1965          | 1965                   | eigener Song |                                                                                             |
| Out of Control                                           | „I Was out in the city …“                                                                                        | Mick Jagger und Keith Richards                                 | Bridges to Babylon                                                                      | 1997          | 1997                   | eigener Song |                                                                                             |
| Out of Tears                                             | „I can’t feel …“                                                                                                 | Mick Jagger und Keith Richards                                 | Voodoo Lounge                                                                           | 1993          | 1994                   | eigener Song |                                                                                             |
| Out of Time                                              | „You don’t know what’s going on …“                                                                               | Mick Jagger und Keith Richards                                 | Aftermath (UK) Flowers (US)                                                             | 1966          | 1966                   | eigener Song |                                                                                             |
| Pain in My Heart                                         | „Pain in my heart …“                                                                                             | Allen Toussaint (unter dem Pseudonym Naomi Neville)            | The Rolling Stones No. 2 (UK) The Rolling Stones, Now! (US)                             | 1964          | 1965                   | Coversong    |                                                                                             |
| Paint It Black                                           | „I see a red door and I want to paint it black …“                                                                | Mick Jagger und Keith Richards                                 | Big Hits (High Tide and Green Grass) (UK) Aftermath (US)                                | 1966          | 1966                   | eigener Song |                                                                                             |
| Parachute Woman                                          | „Parachute woman, land on me tonight …“                                                                          | Mick Jagger und Keith Richards                                 | Beggars Banquet                                                                         | 1968          | 1968                   | eigener Song |                                                                                             |
| Pass the Wine (Sophia Loren)                             | „Walkin’ down the street wit’ a sad face …“                                                                      | Mick Jagger und Keith Richards                                 | Exile on Main St. (reissue)                                                             | 1972          | 2010                   | eigener Song |                                                                                             |
| Pay Your Dues                                            | „Chief to scorn his friends make love to his …“                                                                  | Mick Jagger und Keith Richards                                 | Necrophilia                                                                             |               | 1972                   | eigener Song |                                                                                             |
| Paying The Cost To Be The Boss                           | | B.B. King                                                      | Deuces Wild                                                                             | 1997          | 1997                   | Coversong    |                                                                                             |
| Petrol Blues                                             | „Please Mr. President, say it isn't so …“                                                                        | Mick Jagger und Keith Richards                                 | Some Girls                                                                              | 1977          | 2011                   | eigener Song | Bonusmaterial der Wiederveröffentlichung                                                    |
| Petrol Gang                                              | „Please Mr. President, say it isn’t so …“                                                                        | Mick Jagger und Keith Richards                                 | Bootleg-Aufnahme                                                                        | 1978          |                        | eigener Song |                                                                                             |
| Play With Fire                                           | „Well, you’ve got your diamonds and you’ve got your pretty clothes …“                                            | Mick Jagger und Keith Richards                                 | Hot Rocks 1964–1971 (UK) Out of Our Heads (US)                                          | 1965          | 1965                   | eigener Song |                                                                                             |
| Please Go Home                                           | „Please go home Please go home Well maybe I’m talkin to fast …“                                                  | Mick Jagger und Keith Richards                                 | Between the Buttons (UK) Flowers (US)                                                   | 1966          | 1967                   | eigener Song |                                                                                             |
| Plundered My Soul                                        | „Can you believe it, …“                                                                                          | Mick Jagger und Keith Richards                                 | Exile on Main St. (reissue)                                                             | 1971          | 2010                   | eigener Song |                                                                                             |
| Poison Ivy                                               | „She comes on like a rose …“                                                                                     | Jerry Leiber und Mike Stoller                                  | The Rolling Stones (EP) (UK) More Hot Rocks (Big Hits & Fazed Cookies)(US)              | 1963          | 1964                   | Coversong    |                                                                                             |
| Pretty Beat Up                                           | „Pretty beat up …“                                                                                               | Mick Jagger, Keith Richards und Ron Wood                       | Undercover                                                                              | 1983          | 1983                   | eigener Song |                                                                                             |
| Prodigal Son                                             | „Well a poor boy took his father’s bread and started down the road …“                                            | Rev. Robert Wilkins                                            | Beggars Banquet                                                                         | 1968          | 1968                   | Coversong    |                                                                                             |
| Rain Fall Down                                           | „It was an filthy block of flats …“                                                                              | Mick Jagger und Keith Richards                                 | A Bigger Bang                                                                           | 2004          | 2005                   | eigener Song |                                                                                             |
| Reelin’ and Rockin’                                      | „Sometimes I will, then again I think I won’t …“                                                                 | Chuck Berry                                                    | Bootleg-Aufnahme                                                                        | 2010          |                        | Coversong    |                                                                                             |
| Respectable                                              | „Well now we’re respected in society …“                                                                          | Mick Jagger und Keith Richards                                 | Some Girls                                                                              | 1977          | 1978                   | eigener Song |                                                                                             |
| Rice Krispies Jingle                                     | „Wake up in the morning there’s a snap around the place …“                                                       | J.W. Thompson und Brian Jones                                  | Bootleg-Aufnahme                                                                        | 1964          |                        | eigener Song |                                                                                             |
| Ride ’Em on Down                                         | „Yeah! I’m a dealin’ man, still dealing, yeah …“                                                                 | Eddie Taylor                                                   | Blue & Lonesome                                                                         | 2015          | 2016                   | Coversong    |                                                                                             |
| Ride On, Baby                                            | „A smile on your face …“                                                                                         | Mick Jagger und Keith Richards                                 | No Stone Unturned (UK) Flowers (US)                                                     | 1965          | 1967                   | eigener Song |                                                                                             |
| Rip This Joint                                           | „Mama says yes, Papa says no, …“                                                                                 | Mick Jagger und Keith Richards                                 | Exile on Main St.                                                                       | 1971          | 1972                   | eigener Song |                                                                                             |
| Road Runner                                              | „Well I’m a roadrunner, honey …“                                                                                 | Bo Diddley                                                     | Grrr!                                                                                   | 1963          | 2012                   | Coversong    |                                                                                             |
| Rock and a Hard Place                                    | „The fields of Eden …“                                                                                           | Mick Jagger und Keith Richards                                 | Steel Wheels                                                                            | 1989          | 1989                   | eigener Song |                                                                                             |
| Rock Me Baby                                             | „Rock me baby, rock me all night long …“                                                                         | B.B. King und Joe Bihari                                       | Live Licks                                                                              | 2002          | 2004                   | Coversong    |                                                                                             |
| Rocks Off                                                | „Oh yeah! I hear you talking when I’m on the street …“                                                           | Mick Jagger und Keith Richards                                 | Exile on Main St.                                                                       | 1971          | 1972                   | eigener Song |                                                                                             |
| Roll Over Beethoven                                      | „I’m gonna write a little letter, …“                                                                             | Chuck Berry                                                    | On Air                                                                                  | 1963          | 2017                   | Coversong    |                                                                                             |
| Rolling Stone Blues                                      | | Muddy Waters                                                   | Hackney Diamonds                                                                        | 2023          | 2023                   | Eigener Song |                                                                                             |
| Rough Justice                                            | „One time you were my baby chicken …“                                                                            | Mick Jagger und Keith Richards                                 | A Bigger Bang                                                                           | 2004          | 2005                   | eigener Song |                                                                                             |
| Route 66                                                 | „Well if you ever plan to motor west …“                                                                          | Bobby Troup                                                    | The Rolling Stones (UK) England’s Newest Hit Makers (US)                                | 1964          | 1964                   | Coversong    |                                                                                             |
| Ruby Tuesday                                             | „She would never say where she came from …“                                                                      | Mick Jagger und Keith Richards                                 | Als Single veröffentlicht (UK) Between the Buttons (US)                                 | 1966          | 1967                   | eigener Song |                                                                                             |
| Sad Day                                                  | „Someone woke me up this mornin’ and I lit a cigarette …“                                                        | Mick Jagger und Keith Richards                                 | No Stone Unturned (UK) B-Seite der Single 19th Nervous Breakdown (US)                   | 1965          | 1973                   | eigener Song |                                                                                             |
| Sad Sad Sad                                              | „Fling you out into orbit …“                                                                                     | Mick Jagger und Keith Richards                                 | Steel Wheels                                                                            | 1989          | 1989                   | eigener Song |                                                                                             |
| Saint of Me                                              | „Saint Paul the persecutor …“                                                                                    | Mick Jagger und Keith Richards                                 | Bridges to Babylon                                                                      | 1997          | 1997                   | eigener Song |                                                                                             |
| Salt of the Earth                                        | „Let’s drink to the hard working people …“                                                                       | Mick Jagger und Keith Richards                                 | Beggars Banquet                                                                         | 1968          | 1968                   | eigener Song |                                                                                             |
| Save Me                                                  | „Baby. Ooh! Baby Save me. Ooh! …“                                                                                | Mick Jagger und Keith Richards                                 | Bootleg-Aufnahme                                                                        | 1972          |                        | eigener Song |                                                                                             |
| Scarlet                                                  | | Mick Jagger und Keith Richards                                 | Goats Head Soup [Deluxe Edition]                                                        | 1973          | 2020                   | eigener Song |                                                                                             |
| Send It to Me                                            | „Oh, I think I had enough of your religion …“                                                                    | Mick Jagger und Keith Richards                                 | Emotional Rescue                                                                        | 1979          | 1980                   | eigener Song |                                                                                             |
| Sex Drive                                                | „I got this sexdrive …“                                                                                          | Mick Jagger und Keith Richards                                 | Flashpoint                                                                              | 1991          | 1991                   | eigener Song |                                                                                             |
| Shake Your Hips                                          | „Wanna tell you ’bout a dance …“                                                                                 | Slim Harpo                                                     | Exile on Main St.                                                                       | 1971          | 1972                   | Coversong    |                                                                                             |
| Shang A Doo Lang                                         | „Shang a doo lang, shang a lang doo lang …“                                                                      | Mick Jagger und Keith Richards                                 | Bootleg-Aufnahme                                                                        | 1963          |                        | eigener Song |                                                                                             |
| Shattered                                                | „Shattered, shattered …“                                                                                         | Mick Jagger und Keith Richards                                 | Some Girls                                                                              | 1977          | 1978                   | eigener Song |                                                                                             |
| She Never Listens to Me                                  | | Mick Jagger und Keith Richards                                 | Bootleg-Aufnahme                                                                        | 1985          |                        | eigener Song |                                                                                             |
| She Said Yeah                                            | „Dam deedle dee dam dam Little girl, where did you come from …“                                                  | Sonny Christy und Roddy Jackson                                | Out of Our Heads (UK) December’s Children (And Everybody’s) (US)                        | 1965          | 1965                   | Coversong    |                                                                                             |
| She Saw Me Coming                                        | „She saw me coming …“                                                                                            | Mick Jagger und Keith Richards                                 | A Bigger Bang                                                                           | 2004          | 2005                   | eigener Song |                                                                                             |
| She Smiled Sweetly                                       | „Why do my thoughts loom so large on me? …“                                                                      | Mick Jagger und Keith Richards                                 | Between the Buttons                                                                     | 1966          | 1967                   | eigener Song |                                                                                             |
| She Was Hot                                              | „New York was cold and damp …“                                                                                   | Mick Jagger und Keith Richards                                 | Undercover                                                                              | 1982          | 1983                   | eigener Song |                                                                                             |
| She’s a Rainbow                                          | „She comes in colors ev’rywhere …“                                                                               | Mick Jagger und Keith Richards                                 | Their Satanic Majesties Request                                                         | 1967          | 1967                   | eigener Song |                                                                                             |
| She’s So Cold                                            | „I’m so hot for her, I’m so hot for her …“                                                                       | Mick Jagger und Keith Richards                                 | Emotional Rescue                                                                        | 1979          | 1980                   | eigener Song |                                                                                             |
| Shine a Light                                            | „Saw You stretched out in Room Ten O Nine …“                                                                     | Mick Jagger und Keith Richards                                 | Exile on Main St.                                                                       | 1970          | 1972                   | eigener Song |                                                                                             |
| Short and Curlies                                        | „Too bad she’s got you by the balls …“                                                                           | Mick Jagger und Keith Richards                                 | It’s Only Rock ’n Roll                                                                  | 1974          | 1974                   | eigener Song |                                                                                             |
| Silver Train                                             | „Silver train is a-comin’ …“                                                                                     | Mick Jagger und Keith Richards                                 | Goats Head Soup                                                                         | 1973          | 1973                   | eigener Song |                                                                                             |
| Sing This All Together                                   | „Why don’t we sing this song all together …“                                                                     | Mick Jagger und Keith Richards                                 | Their Satanic Majesties Request                                                         | 1967          | 1967                   | eigener Song |                                                                                             |
| Sister Morphine                                          | „Here I lie in my hospital bed …“                                                                                | Mick Jagger, Keith Richards und Marianne Faithfull             | Sticky Fingers                                                                          | 1969          | 1971                   | eigener Song |                                                                                             |
| Sittin’ on a Fence                                       | „Since I was young I’ve been very hard to please …“                                                              | Mick Jagger und Keith Richards                                 | Through the Past, Darkly (Big Hits Vol. 2) (UK) Flowers (US)                            | 1965          | 1966                   | eigener Song |                                                                                             |
| Slave                                                    | „Do it, do it, do it, do it …“                                                                                   | Mick Jagger und Keith Richards                                 | Tattoo You                                                                              | 1981          | 1981                   | eigener Song |                                                                                             |
| Sleep Tonight                                            | „You better get some sleep tonight …“                                                                            | Mick Jagger und Keith Richards                                 | Dirty Work                                                                              | 1985          | 1986                   | eigener Song |                                                                                             |
| Slipping Away                                            | „Guess it’s just another dream …“                                                                                | Mick Jagger und Keith Richards                                 | Steel Wheels                                                                            | 1989          | 1989                   | eigener Song |                                                                                             |
| So Divine (Aladdin Story)                                | „You think you’ve got me in your chains …“                                                                       | Mick Jagger und Keith Richards                                 | Exile on Main St. (reissue)                                                             | 1971          | 2010                   | eigener Song |                                                                                             |
| So Young                                                 | „I met her in a movie house, she was playin’ the arcades …“                                                      | Mick Jagger und Keith Richards                                 | Some Girls                                                                              | 1977          | 2011                   | eigener Song | Bonusmaterial der Wiederveröffentlichung                                                    |
| Some Girls                                               | „Some girls give me money …“                                                                                     | Mick Jagger und Keith Richards                                 | Some Girls                                                                              | 1977          | 1978                   | eigener Song |                                                                                             |
| Some Things Just Stick in Your Mind                      | „Why does the sky turn grey ev’ry night …“                                                                       | Mick Jagger und Keith Richards                                 | Metamorphosis                                                                           | 1965          | 1975                   | eigener Song |                                                                                             |
| Something Happened to Me Yesterday                       | „Something happened to me yesterday something I can’t speak of right away …“                                     | Mick Jagger und Keith Richards                                 | Between the Buttons                                                                     | 1966          | 1967                   | eigener Song |                                                                                             |
| Soul Survivor                                            | „When the waters is rough …“                                                                                     | Mick Jagger und Keith Richards                                 | Exile on Main St.                                                                       | 1971          | 1972                   | eigener Song |                                                                                             |
| Sparks Will Fly                                          | „You’d better grease up …“                                                                                       | Mick Jagger und Keith Richards                                 | Voodoo Lounge                                                                           | 1993          | 1994                   | eigener Song |                                                                                             |
| Star Star (Starfucker)                                   | „Baby, Baby, I’ve been so sad since you’ve been gone …“                                                          | Mick Jagger und Keith Richards                                 | Goats Head Soup                                                                         | 1972          | 1973                   | eigener Song |                                                                                             |
| Start Me Up                                              | „If you start me up, …“                                                                                          | Mick Jagger und Keith Richards                                 | Tattoo You                                                                              | 1979          | 1981                   | eigener Song |                                                                                             |
| Stealing My Heart                                        | „Well luck is expensive and freedom comes cheap …“                                                               | Mick Jagger und Keith Richards                                 | Forty Licks                                                                             | 2002          | 2002                   | eigener Song |                                                                                             |
| Stewed and Keefed (Brian’s Blues)                        | | Nanker Phelge und Stewart                                      | Bootleg-Aufnahme                                                                        | 1964          |                        | eigener Song | Instrumental                                                                                |
| Still a Fool                                             | „Now there’s two, there’s two trains running …“                                                                  | Muddy Waters                                                   | Bootleg-Aufnahme                                                                        | 1968          |                        | Coversong    |                                                                                             |
| Stoned                                                   | „Stoned Out of my mind …“                                                                                        | Nanker Phelge                                                  | B-Seite der Single I Wanna Be Your Man (UK) Singles Collection: The London Years (US)   | 1963          | 1963                   | eigener Song |                                                                                             |
| Stop Breaking Down                                       | „Ev’ry time I’m walking all down the street …“                                                                   | Robert Johnson                                                 | Exile on Main St.                                                                       | 1971          | 1972                   | Coversong    |                                                                                             |
| Stray Cat Blues                                          | „I hear the click-clack of your feet on the stairs …“                                                            | Mick Jagger und Keith Richards                                 | Beggars Banquet                                                                         | 1968          | 1968                   | eigener Song |                                                                                             |
| Street Fighting Man                                      | „Ev’rywhere I hear the sound of marching, charging feet, boy …“                                                  | Mick Jagger und Keith Richards                                 | Beggars Banquet                                                                         | 1968          | 1968                   | eigener Song |                                                                                             |
| Streets of Love                                          | „You’re awful bright, you’re awful smart …“                                                                      | Mick Jagger und Keith Richards                                 | A Bigger Bang                                                                           | 2004          | 2005                   | eigener Song |                                                                                             |
| Strictly Memphis                                         | „Owwwooooo, yeah Well... Like to put my foot down, head out of New York town …“                                  | Mick Jagger und Keith Richards                                 | Bootleg-Aufnahme                                                                        | 1985          |                        | eigener Song |                                                                                             |
| Stuck Out All Alone                                      | „Woo whoo whoo whoo Woo whoo whoo whoo Saw you on the sidewalk sister …“                                         | Mick Jagger und Keith Richards                                 | Bootleg-Aufnahme                                                                        | 1968          |                        | eigener Song |                                                                                             |
| Stupid Girl                                              | „I’m not talkin’ about the kind of clothes she wears …“                                                          | Mick Jagger und Keith Richards                                 | Aftermath                                                                               | 1965          | 1966                   | eigener Song |                                                                                             |
| Suck on the Jugular                                      | „Been keeping cool …“                                                                                            | Mick Jagger und Keith Richards                                 | Voodoo Lounge                                                                           | 1993          | 1994                   | eigener Song |                                                                                             |
| Summer Romance                                           | „Just a few days and you’ll be back in your school …“                                                            | Mick Jagger und Keith Richards                                 | Emotional Rescue                                                                        | 1979          | 1980                   | eigener Song |                                                                                             |
| Summertime Blues                                         | „I’m a gonna raise a fuss, I’m a-gonna raise a holler …“                                                         | Eddie Cochran und Jerry Capehart                               | Bootleg-Aufnahme                                                                        | 1985          |                        | Coversong    |                                                                                             |
| Sure the One You Need                                    | „She may not be the one you're thinking of …“                                                                    | Mick Jagger und Keith Richards                                 | Bootleg-Aufnahme                                                                        | 1975          |                        | eigener Song |                                                                                             |
| Surprise, Surprise                                       | „Well, I told friends of mine, you been tellin’ lies …“                                                          | Mick Jagger und Keith Richards                                 | The Lord’s Taverners Charity Album (UK) The Rolling Stones, Now! (US)                   | 1964          | 1965                   | eigener Song |                                                                                             |
| Suzie Q                                                  | „Oh, Suzie Q …“                                                                                                  | Dale Hawkins, Stan Lewis und Eleanore Broadwater               | The Rolling Stones No. 2 (UK) 12×5 (US)                                                 | 1964          | 1964                   | Coversong    |                                                                                             |
| Sway                                                     | „Did you ever wake up to find …“                                                                                 | Mick Jagger und Keith Richards                                 | Sticky Fingers                                                                          | 1970          | 1971                   | eigener Song |                                                                                             |
| Sweet Black Angel                                        | „Got a sweet black angel, …“                                                                                     | Mick Jagger und Keith Richards                                 | Exile on Main St.                                                                       | 1971          | 1972                   | eigener Song |                                                                                             |
| Sweet Little Sixteen                                     | „They’re really rockin’ Boston …“                                                                                | Chuck Berry                                                    | Bootleg-Aufnahme                                                                        | 1978          |                        | Coversong    |                                                                                             |
| Sweet Neo-Con                                            | „You call yourself a Christian …“                                                                                | Mick Jagger und Keith Richards                                 | A Bigger Bang                                                                           | 2004          | 2005                   | eigener Song |                                                                                             |
| Sweet Sounds Of Heaven                                   | | Mick Jagger und Keith Richards                                 | Hackney Diamonds                                                                        | 2023          | 2023                   | Eigener Song |                                                                                             |
| Sweet Virginia                                           | „Wadin’ through the waste stormy winter, …“                                                                      | Mick Jagger und Keith Richards                                 | Exile on Main St.                                                                       | 1971          | 1972                   | eigener Song |                                                                                             |
| Sweethearts Together                                     | „Sweethearts together We’ve only just begun …“                                                                   | Mick Jagger und Keith Richards                                 | Voodoo Lounge                                                                           | 1993          | 1994                   | eigener Song |                                                                                             |
| Sympathy for the Devil                                   | „Please allow me to introduce myself …“                                                                          | Mick Jagger und Keith Richards                                 | Beggars Banquet                                                                         | 1968          | 1968                   | eigener Song |                                                                                             |
| Take It or Leave It                                      | „You can turn off and on more times …“                                                                           | Mick Jagger und Keith Richards                                 | Aftermath (UK) Flowers (US)                                                             | 1965          | 1966                   | eigener Song |                                                                                             |
| Talkin’ About You                                        | „Let me tell you ’bout a girl I know …“                                                                          | Chuck Berry                                                    | Out of Our Heads (UK) December’s Children (And Everybody’s) (US)                        | 1965          | 1965                   | Coversong    |                                                                                             |
| Tallahassee Lassie                                       | „Well she comes from Tallahassee …“                                                                              | Bob Crewe, Frank Slay und Freddy Cannon                        | Some Girls                                                                              | 1978          | 2011                   | Coversong    | Bonusmaterial der Wiederveröffentlichung                                                    |
| Tell Me Straight                                         | | Mick Jagger und Keith Richards                                 | Hackney Diamonds                                                                        | 2023          | 2023                   | Eigener Song |                                                                                             |
| Tell Me (You’re Coming Back)                             | „I want you back again …“                                                                                        | Mick Jagger und Keith Richards                                 | The Rolling Stones                                                                      | 1964          | 1964                   | eigener Song |                                                                                             |
| Terrifying                                               | „No matter what you say …“                                                                                       | Mick Jagger und Keith Richards                                 | Steel Wheels                                                                            | 1989          | 1989                   | eigener Song |                                                                                             |
| That Girl Belongs to Yesterday                           | „Last night I needed you so bad …“                                                                               | Mick Jagger und Keith Richards                                 | Bootleg-Aufnahme                                                                        | 1963          |                        | eigener Song |                                                                                             |
| That’s How Strong My Love Is                             | „If I was the sun way up there …“                                                                                | Roosevelt Jamison                                              | Out of Our Heads                                                                        | 1965          | 1965                   | Coversong    |                                                                                             |
| The Lantern                                              | „We, on our present life, …“                                                                                     | Mick Jagger und Keith Richards                                 | Their Satanic Majesties Request                                                         | 1967          | 1967                   | eigener Song |                                                                                             |
| The Last Time                                            | „Well, I told you once and I told you twice, …“                                                                  | Mick Jagger und Keith Richards                                 | Big Hits (High Tide and Green Grass) (UK) Out of Our Heads (US)                         | 1965          | 1965                   | eigener Song |                                                                                             |
| The Rocky Road To Dublin                                 | |                                                                | The Long Black Veil                                                                     | 1995          | 1995                   |              |                                                                                             |
| The Singer Not the Song                                  | „Everywhere you want I always go …“                                                                              | Mick Jagger und Keith Richards                                 | B-Seite der Single Get Off of My Cloud (UK) December’s Children (And Everybody’s) (US)  | 1965          | 1965                   | eigener Song |                                                                                             |
| The Spider and the Fly                                   | „Sittin’ thinkin’ sinkin’ drinkin’ …“                                                                            | Mick Jagger und Keith Richards                                 | Als Single veröffentlicht (UK) Out of Our Heads (US)                                    | 1965          | 1965                   | eigener Song |                                                                                             |
| The Storm                                                | „(Hey, Can’t you have this in mono?) I musta been foolish, I musta been blind …“                                 | Mick Jagger und Keith Richards                                 | The Rolling Stones Singles Box Set (1971–2006)                                          | 1993          | 2011                   | eigener Song |                                                                                             |
| The Under Assistant West Coast Promotion Man             | „Well, I’m waitin’ at the bus stop in downtown L.A. …“                                                           | Nanker Phelge                                                  | Out of Our Heads                                                                        | 1965          | 1965                   | eigener Song |                                                                                             |
| The Worst                                                | „Well I said from the first …“                                                                                   | Mick Jagger und Keith Richards                                 | Voodoo Lounge                                                                           | 1993          | 1994                   | eigener Song |                                                                                             |
| Thief in the Night                                       | „All the way, all the way …“                                                                                     | Mick Jagger, Keith Richards und Pierre de Beauport             | Bridges to Babylon                                                                      | 1997          | 1997                   | eigener Song |                                                                                             |
| Think                                                    | „I’m givin’ you a piece of my mind …“                                                                            | Mick Jagger und Keith Richards                                 | Aftermath                                                                               | 1965          | 1966                   | eigener Song |                                                                                             |
| Think I’m Going Mad                                      | „And I think I’m going mad …“                                                                                    | Mick Jagger und Keith Richards                                 | Als Single veröffentlicht                                                               | 1983          | 1984                   | eigener Song |                                                                                             |
| This Place Is Empty                                      | „Walk right in …“                                                                                                | Mick Jagger und Keith Richards                                 | A Bigger Bang                                                                           | 2004          | 2005                   | eigener Song |                                                                                             |
| Through the Lonely Nights                                | „Through the lonely nights I think of you …“                                                                     | Mick Jagger und Keith Richards                                 | Rarities 1971–2003                                                                      | 1973          | 1974                   | eigener Song |                                                                                             |
| Thru and Thru                                            | „You know that we do take away …“                                                                                | Mick Jagger und Keith Richards                                 | Voodoo Lounge                                                                           | 1993          | 1994                   | eigener Song |                                                                                             |
| Tie You Up (The Pain of Love)                            | „You’re deaf to it, blind to it …“                                                                               | Mick Jagger und Keith Richards                                 | Undercover                                                                              | 1982          | 1983                   | eigener Song |                                                                                             |
| Till the Next Goodbye                                    | „Honey, is there any place that you would like to eat? …“                                                        | Mick Jagger und Keith Richards                                 | It’s Only Rock ’n Roll                                                                  | 1973          | 1974                   | eigener Song |                                                                                             |
| Time Is on My Side                                       | „Time is on my side, yes it is …“                                                                                | Norman Meade und Jimmy Norman                                  | The Rolling Stones No. 2 (UK) 12×5 (US)                                                 | 1964          | 1964                   | Coversong    |                                                                                             |
| Time Waits for No One                                    | „Yes, star crossed in pleasure the stream flows on by …“                                                         | Mick Jagger und Keith Richards                                 | It’s Only Rock ’n Roll                                                                  | 1973          | 1974                   | eigener Song |                                                                                             |
| Title 5                                                  | | Mick Jagger und Keith Richards                                 | Exile on Main St. (reissue)                                                             | 1967          | 2010                   | eigener Song | Instrumental                                                                                |
| Too Much Blood                                           | „I want to dance, I want to sing …“                                                                              | Mick Jagger und Keith Richards                                 | Undercover                                                                              | 1982          | 1983                   | eigener Song |                                                                                             |
| Too Rude                                                 | „Girl you’re too bad …“                                                                                          | Lindon Roberts                                                 | Dirty Work                                                                              | 1985          | 1986                   | Coversong    |                                                                                             |
| Too Tight                                                | „Baby, don’t get too tight with me …“                                                                            | Mick Jagger und Keith Richards                                 | Bridges to Babylon                                                                      | 1997          | 1997                   | eigener Song |                                                                                             |
| Too Tough                                                | „If you want to wreck my life …“                                                                                 | Mick Jagger und Keith Richards                                 | Undercover                                                                              | 1982          | 1983                   | eigener Song |                                                                                             |
| Tops                                                     | „Hey baby Every man is the same come on …“                                                                       | Mick Jagger und Keith Richards                                 | Tattoo You                                                                              | 1979          | 1981                   | eigener Song |                                                                                             |
| Torned and Frayed                                        | „Hey let him follow you down, …“                                                                                 | Mick Jagger und Keith Richards                                 | Exile on Main St.                                                                       | 1971          | 1972                   | eigener Song |                                                                                             |
| Travelin’ Man                                            | „Yeah yeah I heard the crunch of the gravel …“                                                                   | Jerry Fuller                                                   | Bootleg-Aufnahme                                                                        | 1970          |                        | Coversong    |                                                                                             |
| Tried to Talk Her Into It                                | „I tried to talk her into it …“                                                                                  | Mick Jagger und Keith Richards                                 | Bootleg-Aufnahme                                                                        | 1982          |                        | eigener Song |                                                                                             |
| Troubles A' Comin                                        | | Eugene Record                                                  | Troubles A' Comin (Single Digital)                                                      | 2021          | 2021                   |              |                                                                                             |
| Try a Little Harder                                      | „Do, do, do doot, do doo n’ do doot Don’t you worry try a little harder …“                                       | Mick Jagger und Keith Richards                                 | Metamorphosis                                                                           | 1964          | 1975                   | eigener Song |                                                                                             |
| Tumbling Dice                                            | „Women think I’m tasty, but they’re always tryin’ to waste me …“                                                 | Mick Jagger und Keith Richards                                 | Exile on Main St.                                                                       | 1971          | 1972                   | eigener Song |                                                                                             |
| Turd on the Run                                          | „Grabbed hold of your coat tail but it come off in my hand, …“                                                   | Mick Jagger und Keith Richards                                 | Exile on Main St.                                                                       | 1971          | 1972                   | eigener Song |                                                                                             |
| Twenty Flight Rock                                       | „Oh I get a girl with a record machine …“                                                                        | Eddie Cochran und Nelda Fairchild                              | Still Life                                                                              | 1981          | 1982                   | Coversong    |                                                                                             |
| Under My Thumb                                           | „Under my thumb The girl who once had me down …“                                                                 | Mick Jagger und Keith Richards                                 | Aftermath                                                                               | 1966          | 1966                   | eigener Song |                                                                                             |
| Under the Boardwalk                                      | „When the sun beats down …“                                                                                      | Kenny Young und Arthur Rednick                                 | The Rolling Stones No. 2 (UK) 12×5 (US)                                                 | 1964          | 1964                   | Coversong    |                                                                                             |
| Under the Radar                                          | „You say you want me …“                                                                                          | Mick Jagger und Keith Richards                                 | A Bigger Bang                                                                           | 2005          | 2005                   | eigener Song | Bonusmaterial der Special Edition/DVD A Bigger Bang                                         |
| Undercover of the Night                                  | „Hear the screams of Center 42 …“                                                                                | Mick Jagger und Keith Richards                                 | Undercover                                                                              | 1982          | 1983                   | eigener Song |                                                                                             |
| Uptight (Everything’s Alright)                           | „Baby, everything is all right, uptight, out of sight …“                                                         | Stevie Wonder, Sylvia Moy und Henry Cosby                      | Bootleg-Aufnahme                                                                        | 1972          |                        | Coversong    |                                                                                             |
| Ventilator Blues                                         | „When your spine is cracking and your hands, they shake, …“                                                      | Mick Jagger, Keith Richards und Mick Taylor                    | Exile on Main St.                                                                       | 1971          | 1972                   | eigener Song |                                                                                             |
| Waiting on a Friend                                      | „Watching girls go passing by …“                                                                                 | Mick Jagger und Keith Richards                                 | Tattoo You                                                                              | 1972          | 1981                   | eigener Song |                                                                                             |
| Walking the Dog                                          | „Baby, back Dressed in black...“                                                                                 | Rufus Thomas                                                   | The Rolling Stones (UK) England’s Newest Hit Makers (US)                                | 1964          | 1964                   | Coversong    |                                                                                             |
| Wanna Hold You                                           | „I wanna hold …“                                                                                                 | Mick Jagger und Keith Richards                                 | Undercover                                                                              | 1982          | 1983                   | eigener Song |                                                                                             |
| We Had It All                                            | „I can hear the wind a blowin’ in my mind …“                                                                     | Troy Seals und Donnie Fritts                                   | Some Girls                                                                              | 1979          | 2011                   | Coversong    | Bonusmaterial der Wiederveröffentlichung                                                    |
| We Love You                                              | „We don’t care if you only love "we" …“                                                                          | Mick Jagger und Keith Richards                                 | Als Single veröffentlicht                                                               | 1967          | 1967                   | eigener Song |                                                                                             |
| We Want the Stones                                       | „We want The Stones …“                                                                                           | Nanker Phelge                                                  | Singles 1963–1965                                                                       |               | 2004                   | eigener Song |                                                                                             |
| We Were Falling in Love                                  | „I caught a glimpse of waving hair …“                                                                            | Mick Jagger und Keith Richards                                 | Bootleg-Aufnahme                                                                        |               | 2014                   | eigener Song |                                                                                             |
| We’re Wastin’ Time                                       | „We’re wastin time Inside my mind …“                                                                             | Mick Jagger und Keith Richards                                 | Metamorphosis                                                                           | 1964          | 1975                   | eigener Song |                                                                                             |
| What a Shame                                             | „What a shame nothin’ seems to be goin’ right …“                                                                 | Mick Jagger und Keith Richards                                 | The Rolling Stones No. 2 (UK) The Rolling Stones, Now! (US)                             | 1964          | 1965                   | eigener Song |                                                                                             |
| What to Do                                               | „What to do yeah. I really don’t know, …“                                                                        | Mick Jagger und Keith Richards                                 | Aftermath (UK) More Hot Rocks (Big Hits & Fazed Cookies)(US)                            | 1965          | 1966                   | eigener Song |                                                                                             |
| When the Whip Comes Down                                 | „Yeah, mama and papa told me …“                                                                                  | Mick Jagger und Keith Richards                                 | Some Girls                                                                              | 1977          | 1978                   | eigener Song |                                                                                             |
| When You’re Gone                                         | „I don’t want to think about you when you’re gone …“                                                             | Mick Jagger, Keith Richards und Ron Wood                       | Some Girls                                                                              | 1977          | 2011                   | eigener Song | Bonusmaterial der Wiederveröffentlichung                                                    |
| Where the Boys Go                                        | „Hey girls, you better listen to me …“                                                                           | Mick Jagger und Keith Richards                                 | Emotional Rescue                                                                        | 1979          | 1980                   | eigener Song |                                                                                             |
| Who Do You Love                                          | „Who do you love? …“                                                                                             | Bo Diddley                                                     | Voodoo Lounge Uncut (Live)                                                              |               | 2018                   | Coversong    |                                                                                             |
| Whole Wide World                                         | | Mick Jagger und Keith Richards                                 | Hackney Diamonds                                                                        | 2023          | 2023                   | Eigener Song |                                                                                             |
| Who’s Been Sleeping Here?                                | „What you say girl, you see what is wrong …“                                                                     | Mick Jagger und Keith Richards                                 | Between the Buttons                                                                     | 1966          | 1967                   | eigener Song |                                                                                             |
| Who’s Driving Your Plane?                                | „It was your father who trained you and your mother …“                                                           | Mick Jagger und Keith Richards                                 | No Stone Unturned (UK) Singles Collection: The London Years (US)                        | 1966          | 1966                   | eigener Song |                                                                                             |
| Wild Horses                                              | „Childhood living is easy to do …“                                                                               | Mick Jagger und Keith Richards                                 | Sticky Fingers                                                                          | 1969          | 1971                   | eigener Song |                                                                                             |
| Will You Be My Lover Tonight?                            | „Will you, will you, will you be my lover tonight? …“                                                            | Mick Jagger und Keith Richards                                 | Bootleg-Aufnahme                                                                        | 1963          |                        | eigener Song |                                                                                             |
| Winning Ugly                                             | „I wanna be on top …“                                                                                            | Mick Jagger und Keith Richards                                 | Dirty Work                                                                              | 1985          | 1986                   | eigener Song |                                                                                             |
| Winter                                                   | „And it sure been a cold, cold winter …“                                                                         | Mick Jagger und Keith Richards                                 | Goats Head Soup                                                                         | 1972          | 1973                   | eigener Song |                                                                                             |
| Wish I’d Never Met You                                   | „And I wish I never met you …“                                                                                   | Mick Jagger und Keith Richards                                 | Rarities 1971–2003                                                                      | 1989          | 1990                   | eigener Song |                                                                                             |
| Worried About You                                        | „Sometime I wonder why you do these things to me …“                                                              | Mick Jagger und Keith Richards                                 | Tattoo You                                                                              | 1974          | 1981                   | eigener Song |                                                                                             |
| Yah Is Not Dead                                          | „The problem with Christians is Christianity …“                                                                  | Mick Jagger und Keith Richards                                 | Bootleg-Aufnahme                                                                        | 1979          |                        | eigener Song |                                                                                             |
| Yesterday’s Papers                                       | „Who wants yesterdays papers who wants yesterdays girl …“                                                        | Mick Jagger und Keith Richards                                 | Between the Buttons                                                                     | 1966          | 1967                   | eigener Song |                                                                                             |
| You Better Move On                                       | „You ask me to give up the hand of the girl I love …“                                                            | Arthur Alexander                                               | The Rolling Stones (EP) (UK) December’s Children (And Everybody’s) (US)                 | 1963          | 1964                   | Coversong    |                                                                                             |
| You Can Make It If You Try                               | „You can make it if you try …“                                                                                   | Ted Jarrett                                                    | The Rolling Stones (UK) England’s Newest Hit Makers (US)                                | 1964          | 1964                   | Coversong    |                                                                                             |
| You Can’t Always Get What You Want                       | „I saw her today at the reception …“                                                                             | Mick Jagger und Keith Richards                                 | Let It Bleed                                                                            | 1968          | 1969                   | eigener Song |                                                                                             |
| You Can’t Catch Me                                       | „I bought a brand new airmobile …“                                                                               | Chuck Berry                                                    | The Rolling Stones No. 2 (UK) The Rolling Stones, Now! (US)                             | 1964          | 1965                   | Coversong    |                                                                                             |
| You Don’t Have to Mean It                                | „You don’t have to mean it …“                                                                                    | Mick Jagger und Keith Richards                                 | Bridges to Babylon                                                                      | 1997          | 1997                   | eigener Song |                                                                                             |
| You Got Me Rocking                                       | „I was a butcher cutting up meat …“                                                                              | Mick Jagger und Keith Richards                                 | Voodoo Lounge                                                                           | 1993          | 1994                   | eigener Song |                                                                                             |
| You Got the Silver                                       | „Hey, babe, what’s in your eyes? …“                                                                              | Mick Jagger und Keith Richards                                 | Let It Bleed                                                                            | 1969          | 1969                   | eigener Song |                                                                                             |
| You Gotta Move                                           | „You gotta move...“                                                                                              | Fred McDowell und Gary Davis                                   | Sticky Fingers                                                                          | 1969          | 1971                   | Coversong    |                                                                                             |
| You Should Have Seen Her Ass                             | | Mick Jagger und Keith Richards                                 | Bootleg-Aufnahme                                                                        | 1972          | 1972                   | eigener Song |                                                                                             |
| You Win Again                                            | „The news is out all over town …“                                                                                | Hank Williams                                                  | Some Girls                                                                              | 1977          | 2011                   | Coversong    | Bonusmaterial der Wiederveröffentlichung                                                    |
| Zip Mouth Angel                                          | „I went up to the island to, see that Angel was Home …“                                                          | Mick Jagger und Keith Richards                                 | Bootleg-Aufnahme                                                                        |               | 1998                   | eigener Song |                                                                                             |